# العلاقات العمالية في كرة القدم النسائية
العلاقات العمالية في كرة القدم النسائية Labour relations in women's association football- أثارت لاعبات كرة القدم المحترفات نقاشات واسعة حول العديد من القضايا الخاصة بالرياضة، والتي من بينها: التفاوت في التعويضات بالمقارنة بفرق الرجال؛  عدم كفاية الأجور للتنافس مع فرق السيدات الأخرى؛  الشروط المالية غير العادلة أو الاستبعادية لاتفاقيات الأعمال التجارية للاتحاد التي تشمل الفريق؛  الافتقار إلى أبسط المعايير في المرافق والعلاج، بالمقارنة مع فرق الرجال في نفس الاتحاد أو الدوري أو النادي؛  التقارير الحاصة بإساءة معاملة اللاعبين بشكل منهجي على أساس الجنس، بما في ذلك تجاهل مسؤولي الدوري أو الاتحاد للاعتداءت الجنسية؛  والافتقار إلى المزايا الخاصة بالنساء مثل الإجازة المدفوعة الأجر للحمل والأمومة،  وتغطية رعاية الأطفال.
وقد نشبت نزاعات عدة في مجال الكرة النسائية، والتي من بينها: النزاعات بين لاعبات المنتخب الوطني واتحادات كرة القدم،  وبين لاعبات الأندية وفرقهم ودورياتهم،  وبين اللاعبات والمديرين،  وبين حكام كرة القدم النسائية ومنظماتهم الإدارية،  وكذلك بين اللاعبات والاتحادات أو القوانين التي منعت النساء من ممارسة هذه الرياضة أو احترافها.
ومن ناحية أخرى نظمت لاعبات كرة القدم النسائية عملهن؛ بهدف دعم قضايا خارج المجال الرياضي  وتحالفن مع النقابات العمالية غير المرتبطة بالرياضة،  سعياً- في بعض الأحيان- وراء أهداف مجتمعية أوسع حول حل فجوات الأجور بين الجنسين، ومعالجة احتياجات العمل الخاصة بالنساء.

## موضوعات النزاعات

### تعويضات غير كافية
شكت اللاعبات، والمدربون، والحكام في المنتخبات الوطنية للسيدات ودوريات الأندية، من عدم حصولهم على أجور كافية، أو عدم حصولهم على أجور أصلاً، لتغطية نفقات اللعب مع منتخباتهم الوطنية أو أنديتهم، على الرغم من الرعاية والإيرادات الناتجة عن جهودهم. كما قامت لاعبات كرة القدم باتنسيق فيما بينهن لمواجهة العقبات القانونية، أو على مستوى الاتحاد، التي تحول دون احتراف كرة القدم النسائية في الدول التي كانت كرة القدم للرجال فيها احترافية بالفعل. وفي عام 2023م، أفاد اتحاد اللاعبين العالمي FIFPro أنه في دراسة استقصائية أجريت على 362 لاعبًا من 69 اتحادًا للاعبين في جميع الاتحادات الأعضاء في الفيفا، لم يتم دفع أجور 29 في المائة من اللاعبات المشاركات في تصفيات كأس العالم للسيدات 2023م، أو بطولة أوروبا للسيدات 2022م - لا أجور ولا مدفوعات لتغطية النفقات - للعب في تلك المسابقات الدولية، وقد أفاد 66 % من اللاعبات، أنهن قمن بأخذ إجازة بدون أجر أو مدفوعة الأجر من وظائفهن الأخري؛ من أجل المنافسة.

### فجوات الأجور بين الجنسين
وتنشأ خلافات مستقلة أيضًا، بشأن عدم العدالة الملحوظة في التعويضات بين فرق الرجال وفرق السيدات، على الرغم من أن الأخيرة تشارك تحت نفس الاتحاد، أو في بطولات مماثلة. وقد نظر المعلقون إلى هذه الخلافات - وخاصة خلاف المساواة في الأجور بين المنتخب الوطني للسيدات في الولايات المتحدة من عام 2016م إلى عام 2022م - على أنها نماذج مصغرة لمناقشات أوسع نطاقًا حول فجوة الأجور بين الجنسين في الرياضة  والمجتمع،  بينما يشير معلقون آخرون إلى أن مثل هذه الحركات غارقة في تصورات غير دقيقة، أو محدودة بسبب الاختلافات في ناتج الإيرادات بين فرق الرجال وفرق النساء أو جوائز المال التي تمنحها الفيفا.

### وكالة اللاعبات
حاولت الأندية تقييد حركة اللاعبات من خلال استخدام قواعد الدوري، مثل دوري كرة القدم النسائي الوطني في الولايات المتحدة،  أو قضية الأرجنتينية ماكارينا سانشيز التي تم منعها من التوقيع مع فريق آخر بعد أن أطلق سراحها اتحاد أوركيزا. لقد طبق مديرو المنتخبات الوطنية سياسات تحكمية صارمة، ادعت اللاعبات أن مثل هذه السياسات تقيد حريتهن، أو تنتهك خصوصيتهن، كما أن المنتخبات رفضت استدعاء اللاعبات المحتجات كنوع من العقاب لهن.

### سلامة اللاعبات
كما قامت اللاعبات أيضًا بالتنسيق فيما بينهن للدفاع عن سلامتهن. حيث سعت اللاعبات إلى الحصول على المعدات والمرافق الكافية للتدريب واللعب بشكل احترافي  ومعايير العلاج الطبي الكافية للعلاج والتعافي. ومن جانب آخر فقد واجهت بعض لاعبات كرة القدم الإساءة اللفظية والجسدية والجنسية من قبل بعض المدربين والمسؤولين والمديرين وقادة الاتحادات، وافتقرن في الوقت ذاته إلى الوسائل اللازمة للإبلاغ عن الإساءة أو التحقيق فيها أو محاسبة الجناة داخل المحال الرياضي.
وقد أفاد استطلاع FIFPro لعام 2023م أيضًا أن 54% من اللاعبات لم يخضعن لأي فحص بدني قبل المشاركة في تصفيات كأس العالم أو بطولة أوروبا 2022م، ولم يحصل 30 % منهن على تخطيط كهربائية القلب. وقد أفاد 30% فقط بأن لديهم مرافق تدريب بدني تلبي المعايير المهنية، كما أفاد 26% بعدم قدرتهن على الوصول إلى مرافق التدريب البدني، بينما أفاد 20% أيضًا بعدم قدرتهن على الوصول إلى مرافق التعافي.

### مزايا خاصة بكل جنس
احتجت لاعبات كرة القدم، ورفعن دعاوى قضائية للحصول على دعم لإجازة مدفوعة الأجر للحمل والأمومة، ورعاية الأطفال، وتوفير أماكن إقامة في غرف ملابس كرة القدم للاعبات أثناء فترة الحيض.
في يناير 2021م، أصدر الاتحاد الدولي لكرة القدم (فيفا) لوائح تمنح اللاعبات بعض من حقوقهن مثل: الحق في إجازة أمومة مدفوعة الأجر لمدة 14 أسبوعًا على الأقل، وحق إعادة الاندماج في الأندية بعد الحمل مع الدعم الطبي المستمر.

## العلاقات مع الاتحادات الأخرى
توسعت بعض اتحادات العمال الرياضية النسائية في نفوذهاـ وذلك من خلال الانضمام إلى حركات عمالية أوسع نطاقًا. فعلى سبيل المثال كانت رابطة لاعبات الدوري الوطني لكرة القدم للسيدات (NWSL) في دوري الدرجة الأولى الأمريكي عضوًا مؤسسًا في مجلس AFL-CIO الرياضي، إلى جانب رابطة لاعبات الدوري الوطني لكرة القدم الأمريكية واتحادين رياضيين آخرين للرجال، وانضمت إليها لاحقًا رابطة لاعبي دوري البيسبول الرئيس  ورابطة لاعبي دوري كرة القدم الرئيس للرجال. كما انضمت لاعبات الدوري الوطني لكرة القدم للسيدات إلى المحتجين في إضراب نابيسكو عام 2021م في مدينةبورتلاند، أوريغون بالولايات المتحدة الأمريكية.

### المناصرة داخل الاتحادات المختلطة بين الجنسين
في رابطة اللاعبين العالمية FIFPro ، والدول التي يتشارك فيها اللاعبون واللاعبات في اتحادات، شكلت منظمات مثل رابطة لاعبي كرة القدم المحترفين في أستراليا لجانًا، ومبادرات متخصصة، بهدف معالجة الاحتياجات الخاصة بلاعبات كرة القدم،  وترشحت لاعبات كرة القدم، وتم انتخابهن لأدوار اتحادية، ومثال ذلك انتخاب المدافعة الإنجليزية كيسي ستوني في عام 2013م كأول امرأة في لجنة إدارة رابطة لاعبي كرة القدم المحترفين. كما ساعدت رابطة اللاعبين النرويجيين في التفاوض على اتفاقية المساواة في الأجور بين فرق الرجال وفرق النساء في النرويج.

## في الأرجنتين

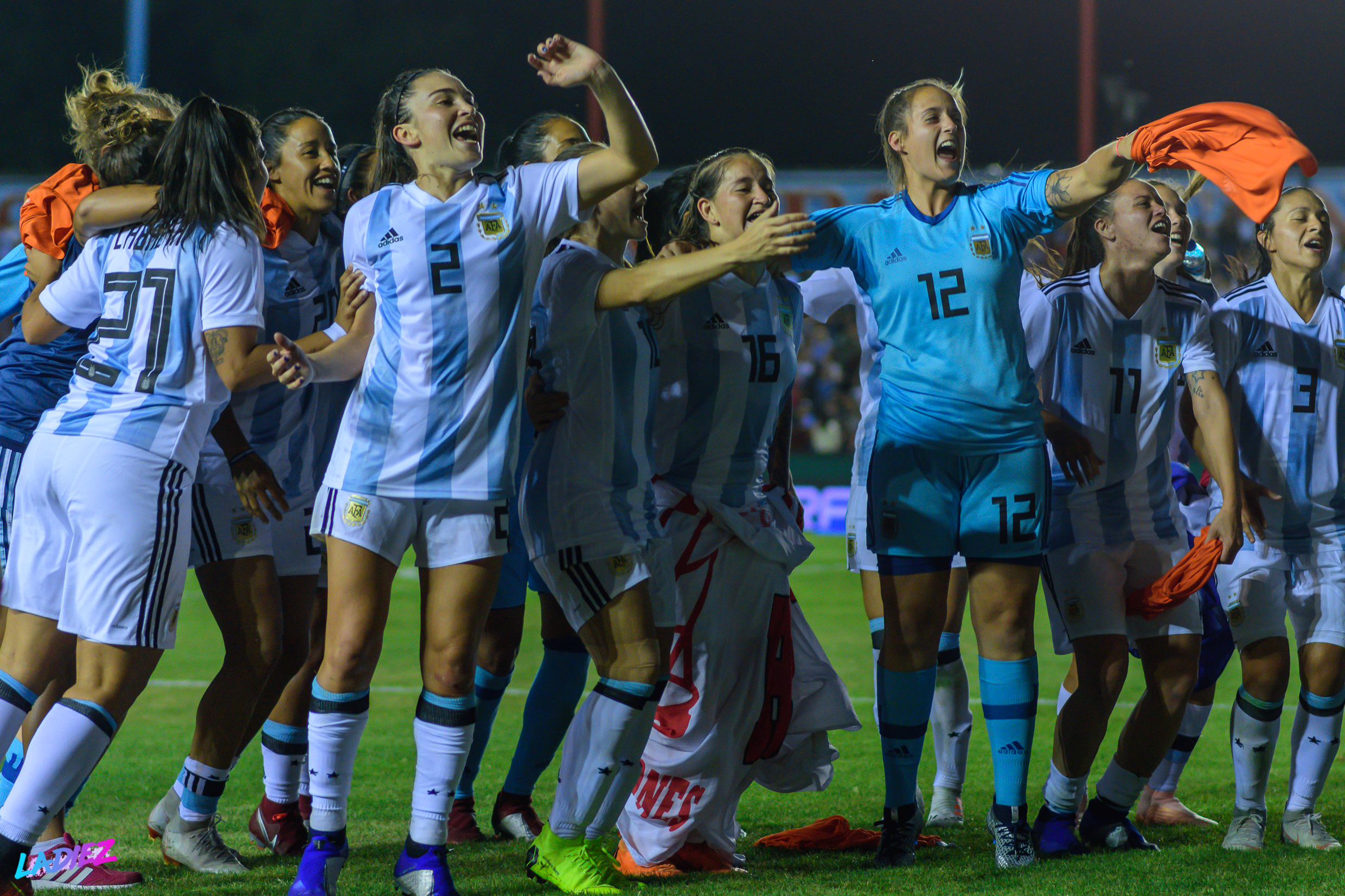
قبل الفوز على بنما في نوفمبر 2018م للحصول على مكان في كأس العالم للسيدات 2019م، أضرب فريق السيدات الأرجنتيني، بسبب الأجور وترتيبات السفر خلال التصفيات.

### المنتخب الوطني

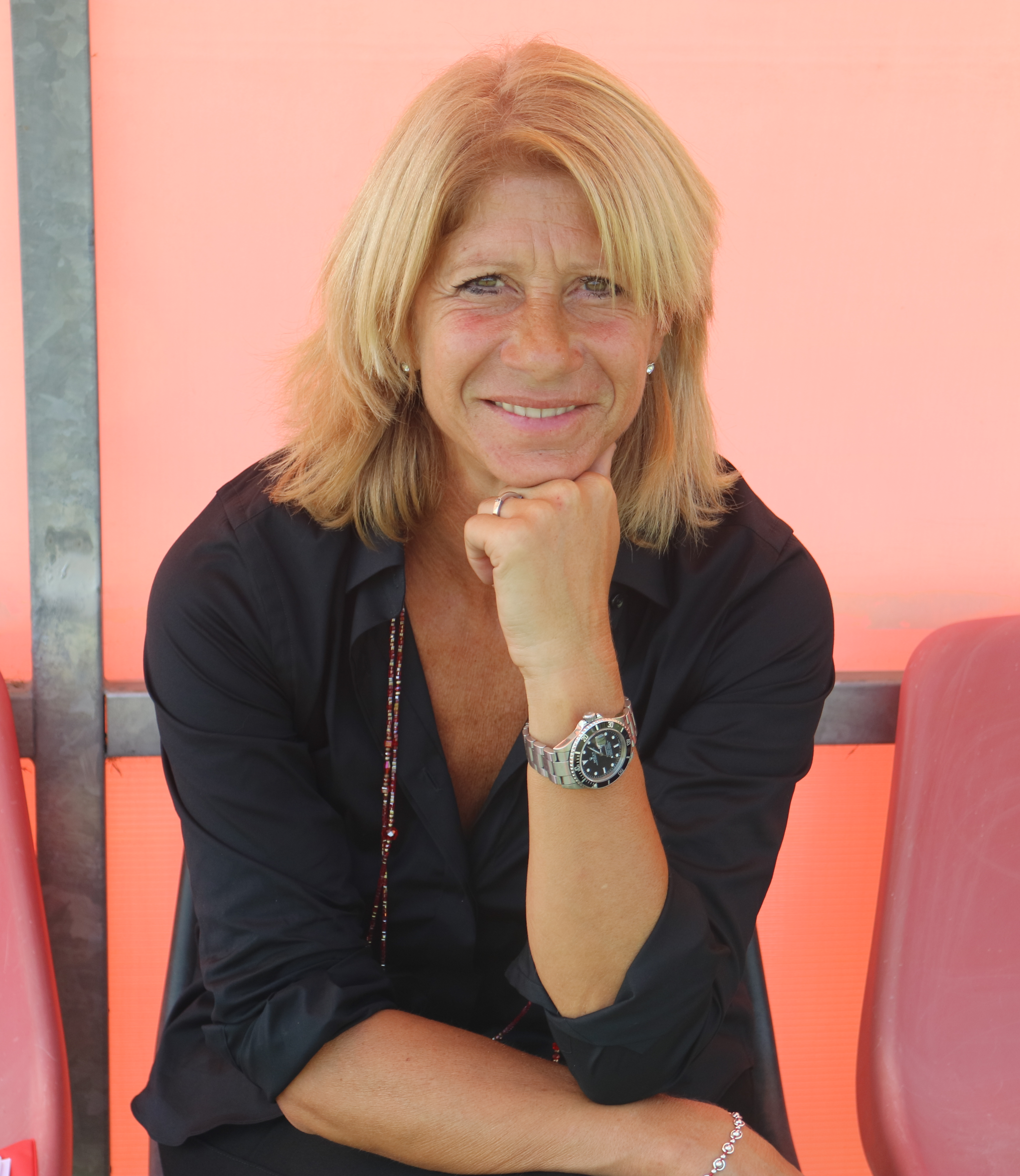
هددت المديرة الكندية كارولينا موراتشي بالاستقالة قبل بطولة كأس العالم للسيدات 2011م لكرة القدم، وذلك بسبب شكاوى التعويضات، إلى جانب مناصرة اللاعبات لفكرة وجود هيكل أجور متساوية بين فرق الرجال والسيدات.

في أعقاب فشل منتخب الأرجنتين لكرة القدم للسيدات في التأهل لكأس العالم للسيدات 2015م، قام الاتحاد الأرجنتيني لكرة القدم بقطع كل التمويل للفريق، الأمر الذي أدى إلى حل الفريق فعليًا وتصنيفه من قبل الاتحاد الدولي لكرة القدم (الفيفا) على أنه غير نشط، وذلك في عام 2016م. إلا أنه تم إعادةد تشكيل الفريق في صيف عام 2017م؛ من أجل خوض مباراة ودية ضد أوروغواي استعدادًا لبطولة كوبا أمريكا للسيدات 2018م. ومع ذلك، وبعد أن طُلب منهن السفر إلى داخل وخارج أوروجواي في نفس يوم المباراة، وتقاضيهن 150 بيزو فقط (8.50 دولار أميركي) مقابل المباراة، دخلت اللاعبات في حالة إضراب. وفي رسالة مفتوحة إلى رئيس لجنة السيدات في اتحاد كرة القدم الأرجنتيني ريكاردو بينيلا، ادعت اللاعبات أن الرواتب المستحقة للاعبات لم يتم دفعها، وطالبن بتحسينات جوهرية لمرافق التدريب الخاصة بهن، مثل غرف تبديل الملابس. وقد احتج الفريق خلال بطولة كوبا أمريكا للسيدات 2018م برفع أيديهم إلى آذانهم أثناء التقاط الصور الجماعية، للإشارة إلى أنهم يريدون من الاتحاد الأرجنتيني لكرة القدم الاستماع إلى طلباتهم.

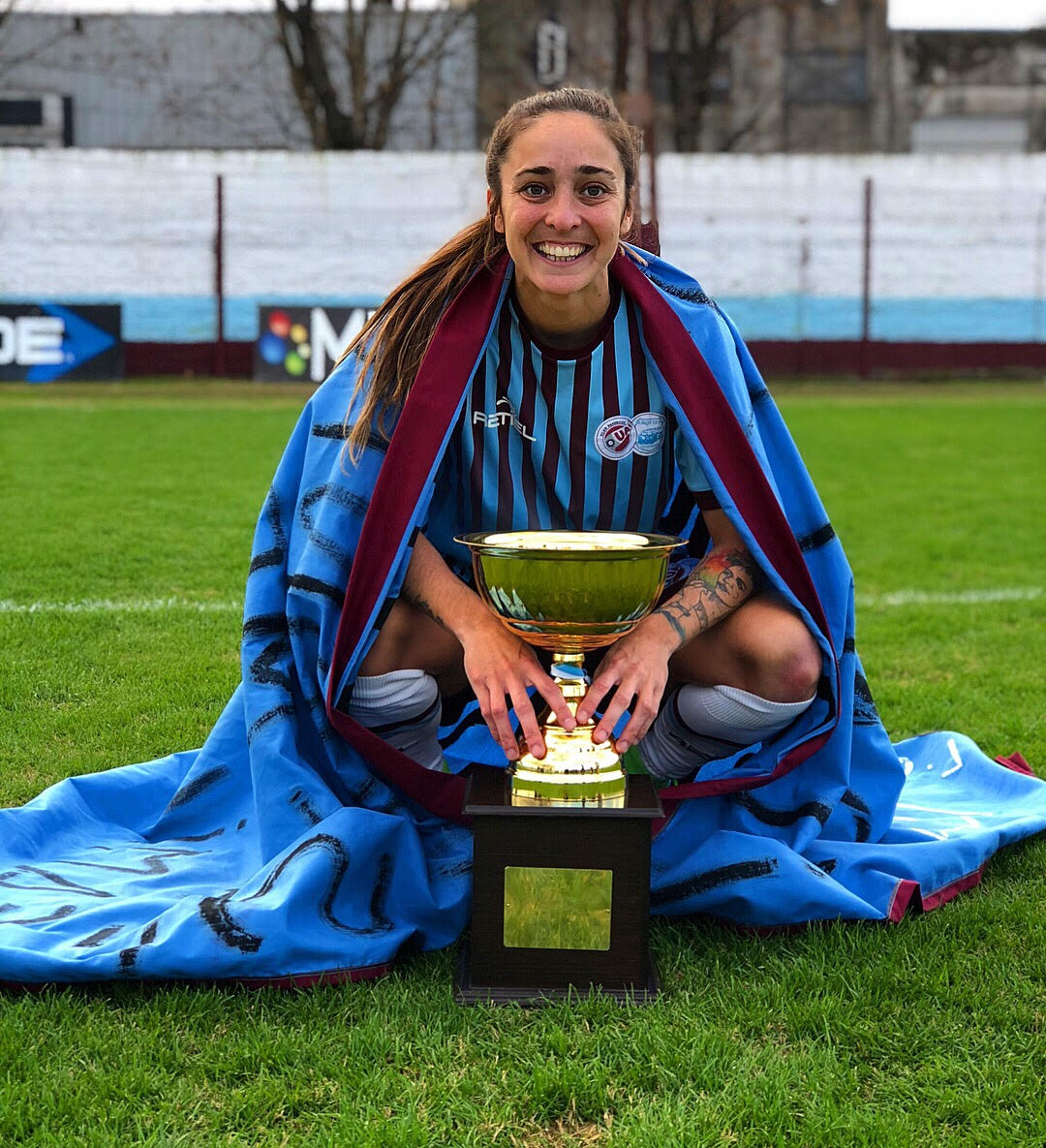
أدت الدعوى القضائية التي رفعتها اللاعبة ماكارينا سانشيز إلى بدء الاحتراف في الدوري الأرجنتيني Primera División A.

### الدوري الوطني لكرة القدم النسائية (NWSL)
قادت اللاعبة والناشطة "ماكارينا سانشيزMacarena Sánchez" الجهود الرامية إلى تحويل دوري الدرجة الأولى إلى دوري احترافي، وعلى الرغم من ذلك تم الاستغناء عنها من قبل فريقها UAI Urquiza في يناير 2019م، وذلك بموجب شروط منعتها من التوقيع مع فريق جديد. وبدورها، رفعت ماكارينا سانشيز دعوى قضائية ضد اتحاد كرة القدم الأرجنتيني، والاتحاد الأرجنتيني لكرة القدم، زاعمة التمييز، حيث تم معاملة لاعبات كرة القدم المحترفات بشكل خاطئ باعتبارهن هواة، وقد جذبت محنة سانشيز دعم الحركات النسوية مثل ني أونا مينوس Ni una menos، ومنظمة عمالة لاعبي كرة القدم الدولية (FIFPRO)،  وكذلك اللاعبات الأرجنتينيات من الخمسينيات إلى التسعينيات. وقد أعلن الاتحاد الأرجنتيني لكرة القدم في شهر مارس، أنه اتفق مع اتحاد لاعبات كرة القدم الأرجنتينيات على دعم الاحتراف في دوري السيدات. وبعد ثلاثة أشهر من رفع دعواها القضائية، أصبحت سانشيز واحدة من بين خمسة عشر لاعبة انضممن إلى سان لورينزو بعقد احترافي، وهي المرة الأولى التاريخية التي يقمن فيها بالتوقيع على عقد كرة قدم نسائية في الأرجنتين.

## في أستراليا

### المنتخب الوطني

#### نزاع اتفاقية العمل الجماعية لعام 2015
في سبتمبر 2015م، نظم المنتخب الوطني الأسترالي الأول إضرابًا لمدة شهرين، وذلك في أعقاب انهيار المفاوضات بشأن اتفاقية جماعية جديدة. وقد أصدرت اللاعبات، إلى جانب نقابة لاعبي كرة القدم المحترفين في أستراليا (PFA)، بيانًا جاء فيه: إن اتحاد كرة القدم الأسترالي (FFA) "فشل في الاعتراف بالتضحيات الكبيرة التي تضطر لاعبات ماتيلداس إلى تقديمها في اللعب لبلادهم"، ودعوا إلى عدد من التحسينات في الأجور وظروف العمل. وقد تم التوصل إلى اتفاق في نوفمبر 2015م، بما في ذلك زيادة كبيرة في الأجور.
وتم الاتفاق على اتفاقية عمل جماعية جديدة في عام 2019م بين اتحاد اللاعبين المحترفين واتحاد كرة القدم الأسترالي، الأمر الذي أدى إلى تقليص الفجوة في توزيع الإيرادات بين فرق الرجال والسيدات؛ وتسوية تكاليف السفر والإقامة ومرافق التدريب وموظفي دعم الأداء لكلا الفريقين (الرجال والنساء)؛ وزيادة حصة أموال جوائز الفيفا الموزعة على فريق السيدات؛ وإعادة هيكلة أو تحسين الفوائد المتعلقة بحمل اللاعبات وإعادة دمجهن بعد الحمل في المنتخب الوطني. كما تشمل الاتفاقية مزايا الوالدين لمدة 12 شهرًا من الإجازة مدفوعة الأجر، ومزايا السفر لمقدمي الرعاية الأساسيين للطفل، وإجازة مدفوعة الأجر واحدة لمقدمي الرعاية الثانويين للطفل، مع وجود خيار مضمون للعودة إلى اللعب مع الفريق الوطني بعد الحصول على الموافقة الطبية. وكان من المتوقع أن تؤدي هذه التعديلات إلى تقليل حالات اعتزال اللاعبات المميزات، مثل حالة اللاعبة "هيذر جاريوك"، وأيضًا اللعب مع المنتخب على المستوى الدولي بعد الولادة.

### الدوريات

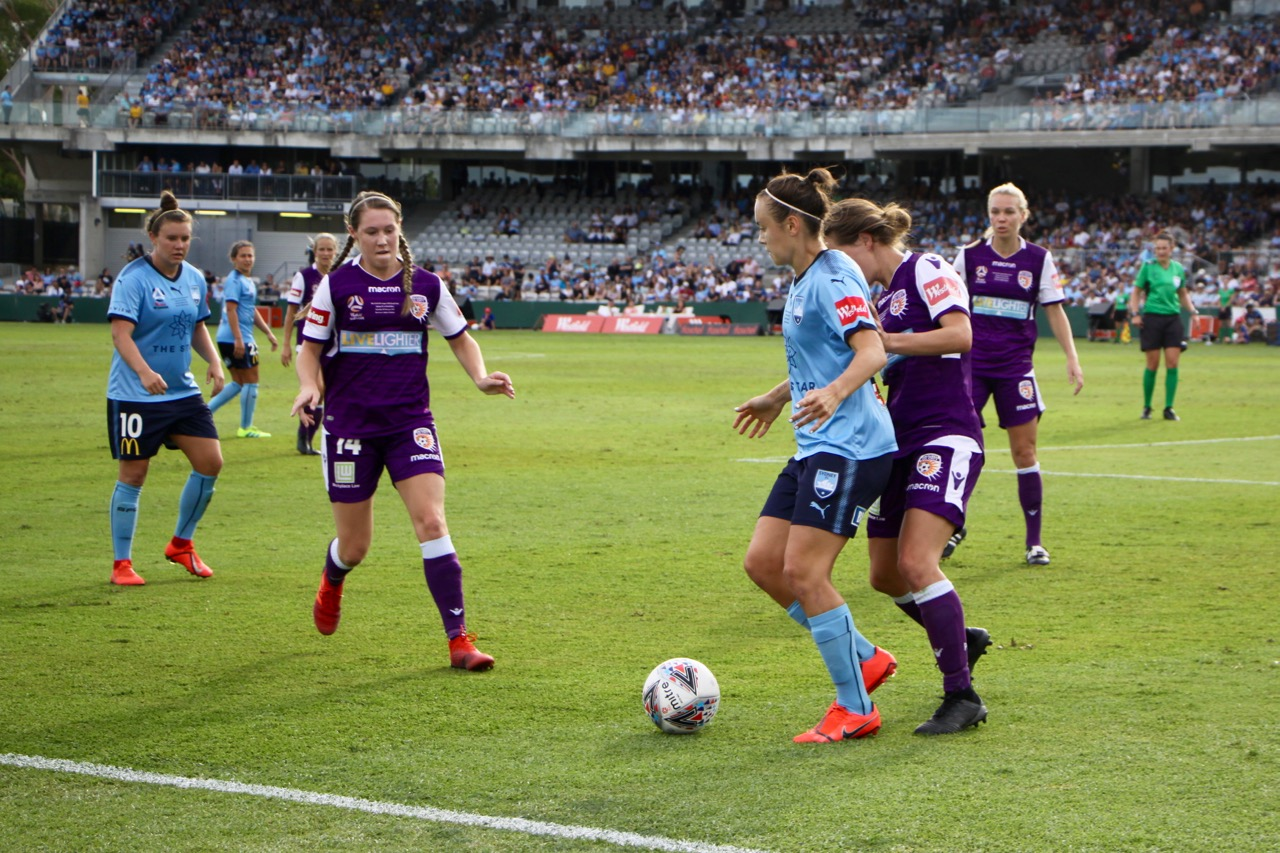
واجهت لاعبات الدوري الأسترالي لكرة القدم، العديد من النزاعات مع اللاعبات بشأن الأجور والظروف والمزايا.

عام 2016م، أبدت رابطة لاعبي كرة القدم المحترفين في أستراليا مخاوفها من أن الافتقار إلى الحد الأدنى من المعايير الطبية في دوري السيدات الأسترالي، قد يتسبب في تعرض اللاعبات لعدد كبير من الإصابات. وطلب الاتحاد تعيين أطباء رياضيين متخصصين لكل نادٍ من أندية دوري السيدات، وكذلك أخصائيي للعلاج الطبيعي في كل تدريب ومباراة، وإجراء اختبارات طبية قبل الموسم، واعطاء الحق للاعبات المصابات في طلب استشارة ثانٍية، واختيار جراحهن إذا لزم الأمر لإجراء عملية جراحية.
وامتدت حملة النقابات لتشمل تحديد الحد الأدنى للأجور، وتحسين تسويق الدوري، وإنشاء هيكل كامل للمباريات على الأرض وخارجها لتمديد الموسم. وفي عام 2017م، وقع اتحاد كرة القدم الأسترالي، وأندية دوري السيدات، ورابطة لاعبي كرة القدم الأسترالية اتفاقية جماعية جديدة للمفاوضات (CBA)، والتي بموجبها تم رفع الحد الأدنى للأجور، وإضفاء الطابع الاحترافي على المزيد من الدوري من خلال زيادة أحجام القائمة وحدود الرواتب والمعايير الطبية. كما قدمت أيضًا أول سياسات خاصة بالأمومة للرابطة. وفي تمديد عام 2019م لاتفاقية العمل الجماعية الحالية، شهدت لاعبات دوري السيدات معدل أجورهن بالساعة مساويًا للاعبين دوري الرجال A، على الرغم من أنهن سيظلن يتقاضين أجورًا أقل؛ نظرًا لأن موسم دوري السيدات يتكون من 14 جولة فقط، مقابل 27 جولة لدوري الرجال. وفي عام 2021م، بلغت الجهود ذروتها بتوقيع اتفاقية جماعية جديدة في عام 2021م، والتي ساوت أيضًا بين لمعايير الطبية، وحددت معايير الحد الأدنى لمكان العمل في دوري الدرجة الأولى للرجال والسيدات، وزادت من إنفاق الحد الأدنى للأجور في دوري السيدات إلى 17055 دولارًا لكل لاعبة. كما أدى ذلك إلى إنشاء جدول أطول من 18 جولة (ذهابًا وإيابًا) في دوري السيدات لعام 2022م.
وبعد السماح باستمرار مباراة في دوري الدرجة الأولى الأسترالي للسيدات بين فريقي كانبيرا يونايتد وويسترن يونايتد في يناير 2023م في درجات حرارة أعلى من 35 درجة مئوية، احتاجت خمس لاعبات من المباراة إلى تدخل الجهاز الطبي لحالات متعلقة بالحرارة. وتم تأجيل مباريات السيدات إلى أوقات أكثر حرارة من فترة ما بعد الظهر، من أجل استيعاب مباريات دوري الرجال في الدوري الأسترالي، والتي لها الأولوية في البث. وقد أدت شكاوى اللاعبين إلى مراجعة السياسات المتعلقة بدرجات الحرارة الخاصة بالدوري في فبراير 2023م.

## في البرازيل

### المنتخب الوطني
في عام 2017م، أقال الاتحاد البرازيلي لكرة القدم المدربة إيميلي ليما، الأمر الذي أثار احتجاجات بين لاعبات الفريق. وتطور الخلاف إلى جدال من أجل زيادة الأجور، ومزيد من الاحترام والتقدير للاعبات كرة القدم في البلاد. وأعلنت لاعبات مثل كريستيان وروزانا وفرانسيل اعتزالهن اللعب دوليًا احتجاجًا على مثل هذه السياسات.

## في كندا

### المنتخب الوطني

#### نزاع الأجور لعام 2016
في عام 2011م، تقدمت لاعبات منتخب كندا، ومديرة الفريق كارولينا موراس بشكاوى إلى الاتحاد الكندي لكرة القدم بشأن التعويضات قبل بطولة كأس العالم للسيدات لكرة القدم 2011م. وقد سعت اللاعبات إلى تحقيق التكافؤ مع المنتخب الوطني الكندي للرجال في الحسابات المستخدمة لتحديد رواتب اللاعبات، رغم عدم المساواة في الأجور، واقترحن إثارة القضية للتحكيم مع مركز حل النزاعات الرياضية في كندا. وابتعدت اللاعباتعن اللعب مع أنديتهن للتركيز بشكل كامل على الاستعداد لكأس العالم، وأشارت مدافعة المنتخب الوطني كارميلينا موسكاتو إلى أن اللاعبات كن يتفاوضن في كثير من الأحيان على الأجور مع الاتحاد الكندي لكرة القدم خلال البطولات التنافسية. وهددت موراتشي بالاستقالة بعد كأس العالم 2011م بسبب نزاعها مع الاتحاد.
وتوصلت موراسي إلى تسوية قصيرة الأجل من خلال دورة الألعاب الأولمبية الصيفية لعام 2012م، وبعد يوم واحد، قام الاتحاد الكندي لكرة القدم بحل نزاعه مع لاعبات الفريق. ومع ذلك، استقالت موراتشي بعد فشل كندا في التقدم إلى ما بعد مرحلة المجموعات في كأس العالم.

#### نزاع بشأن إجازة الأمومة لعام 2023

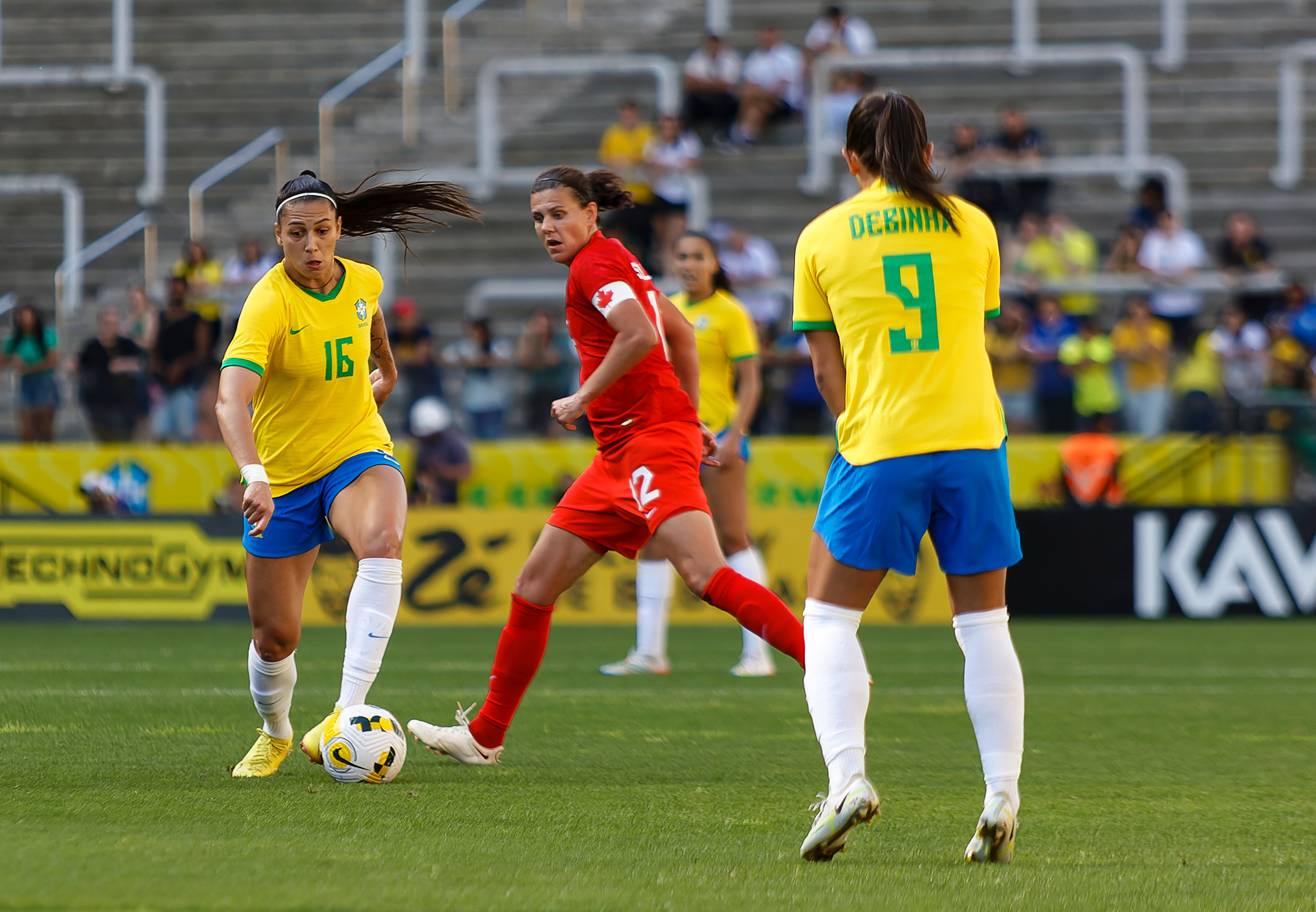
زعمت اللاعبة كريستين سينكلير، قائدة منتخب كندا لكرة القدم، أن رئيس اتحادها أهانها شخصيًا خلال جلسات الاستماع البرلمانية بشأن النزاع حول ميزانية الفريق.

بعد فوز كندا بالميدالية الذهبية الأولمبية الأولى في دورة الألعاب الأولمبية الصيفية 2020م، والتي أُقيمت في طوكيو، انتهت اتفاقية تمويل الفريق مع اتحاد كرة القدم الكندي. وفي فبراير 2023م، وقبل ستة أشهر من بطولة كأس العالم للسيدات لكرة القدم 2023م، أعلن الفريق أنه سيقوم باضراب احتجاجًا على التخفيضات في ميزانية البرنامج، بما في ذلك فرق الشباب. وفي مقابلة تلفزيونية وطنية، قالت قائدة المنتخب الكندي كرستين سينكلير إنها لا تستطيع تمثيل الاتحاد حتى يتم حل النزاع. وقد دعم فريق الرجال الإضراب الذي قام به فريق السيدات، حيث زعم أن اتحاد كرة القدم الكندي عرقل طلبات الحصول على السجلات المالية لتأكيد ادعاء المنظمة بأن التخفيضات كانت ضرورية. وقد ارتدت لاعبات من فرق وطنية أخرى شارات أرجوانية تمثل المساواة بين الجنسين تضامناً مع كندا، بما في ذلك إنجلترا،  وأيرلندا،  واليابان،  والولايات المتحدة، والذين ارتدوا شارات أذرعهم في مباراة ودية ضد كندا حيث ارتدت اللاعبات الكنديات قمصانًا أرجوانية قبل المباراة مكتوب عليها "كفى" بخط اليد، وتم لصقها على شعارات منتخبهم الوطني على ملابسهم قبل المباراة. وقد ضم اتحاد لاعبي كرة القدم العالمي FIFPro أعضاءه إلى هذه الحملة.
وكان عقد المنتخب الكندي للرجال قد انتهى أيضًا، والذي دخل في إضراب في يونيو 2022م بسبب التمويل. وتوقف فريق السيدات عن التدريب في 11 فبراير، إلا أنه عاد للتدريب مرة أخرى بعد أسبوع، مدعيًا أن اتحاد كرة القدم الكندي هدد باتخاذ إجراء قانوني ضد الفريق واللاعبات الأفراد لأنهم لم يحصلوا على إذن قانوني بالإضراب من مجلس العلاقات الصناعية الكندي. وردت اللاعبات بالقول: إن اتحادهم كان سيئ الإدارة وكان يمول فريق السيدات بشكل غير كاف، مقارنة ببرنامج الرجال، ونشرت سينكلير على تويتر أن الفريق كان يلعب كأس شيبليفزSheBelieves لعام 2023م في ظل الاحتجاج. كما انتقد الفريقان اتفاقيات اتحاد كندا لكرة القدم مع كيان بعينه، والمتمثل في شركة Canada Soccer Business التابعة للدوري الكندي الممتاز للرجال، مما منحها السيطرة على الشراكات المؤسسية، وحقوق البث غير التابعة للاتحاد الدولي لكرة القدم لكل من فرق الرجال والسيدات لمدة 10 سنوات وتخفيض الإيرادات منها.
وبحلول 27 فبراير، استقال رئيس الاتحاد الكندي لكرة القدم "نيك بونتيس <a href="https://en.wikipedia.org/wiki/Nick_Bontis" rel="mw:ExtLink" title="Nick Bontis" class="cx-link" data-linkid="186">Nick Bontis</a>" بعد أن خيره المسؤولون الإقليميون لكرة القدم والفرق الوطنية للرجال والسيدات، ما بين الاستقالته أو الإقالته من قبل وزيرة الرياضة الكندية" باسكال سانت أونج". وتوصلت الفرق إلى اتفاق مؤقت بشأن الأجور يوازن التعويضات والحوافز بين فرق الرجال وفرق النساء بعد أسبوع، وبالتحديد في الخامس من مارس  ولكن بحلول 9 مارس كانت على خلاف مرة أخرى مع اتحاد كرة القدم الكندي بعد أن شارك الاتحاد علنًا تفاصيل خاصة حول اتفاقية مساومة جماعية مقترحة دون إخطار اللاعبات. وقد أدى النزاع أيضًا إلى تحقيق أجرته اللجنة الدائمة للتراث الكندي في مجلس العموم الكندي، والذي بدأ بعد ساعات من تسريب الاتحاد لاتفاقية العمل الجماعية المقترحة، وخلاله زعمت سينكلير أن بونتيس أشار إلى اقتراح تعويضات فريق السيدات بسؤال: "ما الذي كانت كريستين تشكو منه؟". بونتيس، الذي تأخرت شهادته بسبب حالة وفاة،  اعتذر مدعيًا أنه لا يتذكر اللغة التي استخدمها. وشملت جلسات الاستماع أيضًا سلف بونتيس فيكتور مونتالياني، الذي تم استجوابه بشأن تعامله مع مدرب فريق فانكوفر وايتكابس للسيدات السابق بوب بيراردا، الذي اتُهم وأُدين بالتحرش الجنسي باللاعبات القصر أثناء فترة قيادته.

## في تشيلي

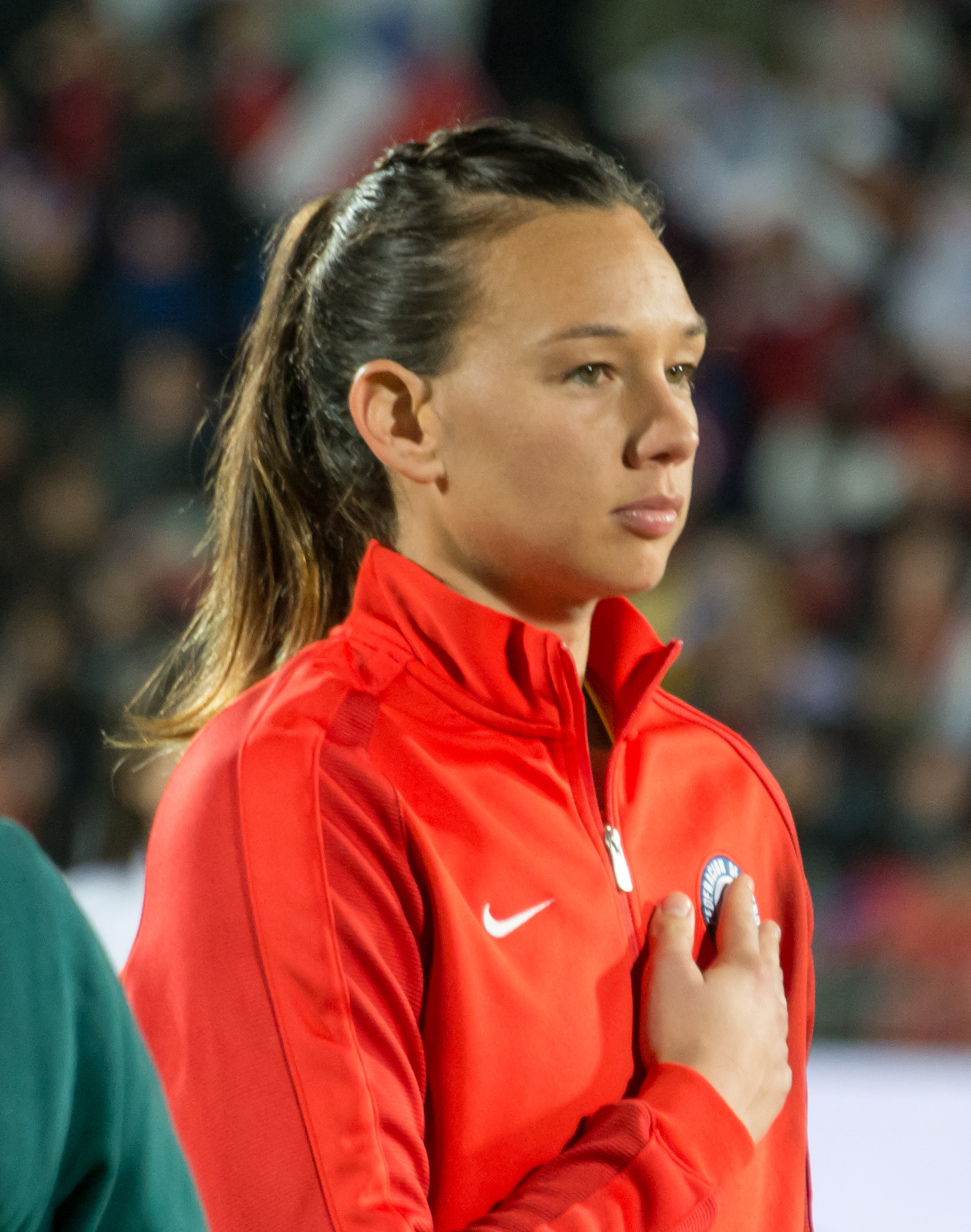
ساعدت حارسة مرمى المنتخب التشيلي اللاعبة كريستيان إندلر في تنظيم اتحاد لاعبي المنتخب الوطني.

### المنتخب الوطني
في عام 2014م، شاركت لاعبة المنتخب التشيلي إيونا روثفيلد في دورة الألعاب الأمريكية الجنوبية 2014م مع المنتخب الوطني للسيدات. وشهدت المباريات أيضًا مشاركة فريق تشيلي للشباب تحت 17 عامًا. وشهد روثفيلد التفاوت في المعاملة بين فريق الأولاد، الذين سُمح لهم باستخدام مرافق فريق الرجال الوطني، وفريق السيدات، الذين أُجبروا على الراحة في الفصول الدراسية. وبعد تغيير النظام في الاتحاد الوطني لكرة القدم المحترفة، تم استبدال سيرجيو جادو، الذي تورط في قضية فساد الاتحاد الدولي لكرة القدم عام 2015م، بأرتورو صلاح، وعمل اتحاد أنجوف مع القيادة الجديدة لتحسين ظروف الفريق أثناء الاستعداد لكأس العالم للسيدات 2019م، والتي تأهلت لها تشيلي.
وفي عام 2016م، قامت اللاعبات المحبطات بسبب حالة عدم نشاط المنتخب الوطني مع الاتحاد الدولي لكرة القدم (الفيفا) بتنظيم الجمعية الوطنية للاعبات كرة القدم ( ANJUFF ). وتم قيادة التنظيم من قبل بعض اللاعبات، بما في ذلك روثفيلد، وكريستيان إندلر،  وكاميلا جارسيا. وقد تم الاعتراف بـ الجمعية الوطنية للاعبات كرة القدم ANJUFF من قبل الاتحادات الرياضية في تشيلي و FIFPro، وكانت واحدة من الجهود الأولى لتشكيل نقابة للرياضيات في أمريكا اللاتينية.
عاد المنتخب التشيلي إلى المنافسات في مايو 2017م، حيث هزم منتخب بيرو لكرة القدم للسيدات بنتيجة 12-0. وفي عام 2018م، وبفضل جهود ANJUFF،  استضافت تشيلي بطولة كوبا أمريكا للسيدات 2018م، والتي احتلت فيها تشيلي المركز الثاني خلف البرازيل، مما أهلها لكأس العالم للسيدات FIFA لأول مرة في تاريخها وفرصة التأهل إلى أولمبياد 2020 في تصفيات كأس الأمم الأفريقية وأمريكا الجنوبية المؤهلة لكأس العالم.

### الدوري الوطني لكرة القدم النسائية (NWSL)
في عام 2021م، عملت الجمعية الوطنية للاعبات كرة القدم مع جامعة تشيلي لاستطلاع آراء لاعبات النادي حول أجورهن وظروفهن. ووجد الاستطلاع أن 50 فقط من أصل 520 من المشاركات يحملن عقدًا مهنيًا، وأن معظمهن يتقاضين أقل من 500 ألف بيزو (630 دولارًا أمريكيًا) شهريًا. كما أفادت العديد من اللاعبات أيضًا بتعرضهن للمضايقات والتمييز.
في 21 مارس 2022م، وافق مجلس النواب في تشيلي بالإجماع تقريبًا على الإصلاحات القانونية التي تهدف إلى احتراف كرة القدم النسائية. وقد نص القانون الجديد على أن نكون نصف لاعبات كل نادٍ على الأقل مرتبطات بعقد بأجر فيدرالي أدنى على الأقل، وأنه بحلول عام 2025م يجب أن تكون كل لاعبة مرتبطة بعقد. وقد أشاد أعضاء الكونجرس بتقرير الجمعية الوطنية للاعبات كرة القدم، لتوفيرها البيانات اللازمة لسن التشريعات.

## في الدنمارك

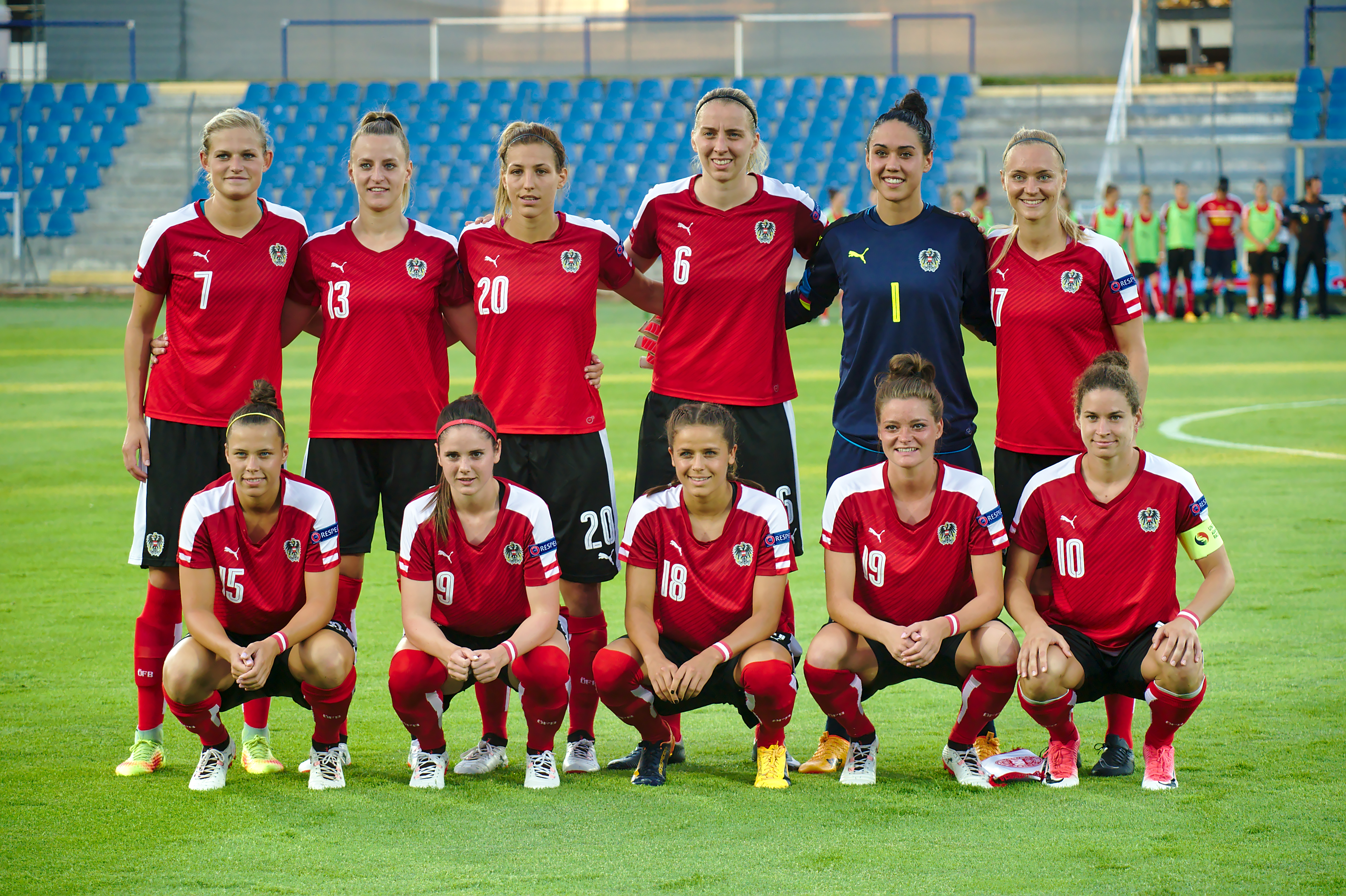
دخل المنتخب الدنماركي في إضراب لمدة شهرين، وذلك بسبب وضع التوظيف في سبتمبر 2017م، بما في ذلك مباراة مؤجلة في تصفيات كأس العالم.

في سبتمبر 2017م، نظم المنتخب الوطني الدنماركي الأول إضرابًا لمدة شهرين في أعقاب انهيار المفاوضات بشأن اتفاقية المساومة الجماعية للفريق مع الاتحاد الدنماركي لكرة القدم، وخاصة خطة الاتحاد لوقف تصنيف اللاعبات الوطنيات كموظفات. وقد أدى الإضراب إلى إجبار المنتخب الوطني الدنماركي على الانسحاب من مباراة تصفيات كأس العالم ضد السويد، وقد هدد الاتحاد الأوروبي لكرة القدم بإيقاف الفريق، إذا تسبب هذا الإضراب في غيابه عن مباراة أخرى. وتم توقيع اتفاقية جماعية جديدة في منتصف نوفمبر 2017م.

## في إنجلترا

### إضراب عمال مناجم الفحم عام 1921

ألهمت الأعمال الخيرية التي قام بها نادي ديك كير لكرة القدم، فرق كرة القدم النسائية لجمع الأموال لصالح عمال المناجم الإنجليز المحاصرين في عام 1921م.

كانت مباريات نادي ديك كير للسيدات، وهو أحد أندية كرة القدم النسائية المبكرة في بريستون، لانكشاير، إنجلترا، مرتبطة ارتباطًا وثيقًا بالقضايا الخيرية خلال الحرب العالمية الأولى وفترة ما بين الحربين. ومع انخفاض الطلب على الفحم بعد الحرب، واجهت مجتمعات تعدين الفحم في إنجلترا نزاعات مع شركات التعدين المخصخصة بشكل متزايد، مما دفع عمال المناجم إلى تنظيم عملهم. خلال نزاع على الأجور بين عمال المناجم وأصحاب المناجم، حيث أغلق أصحاب المناجم أبواب المناجم أمام العمال في ويغان، ولي في الأول من أبريل عام 1921م، وقد ألهم النجاح الخيري الذي حققه نادي ديك كير للسيدات، تشكيل أندية كرة القدم النسائية التي بدأت في لعب المباريات في مايو عام 1921م، من أجل جمع الأموال للإغاثة من الضائقة المالية. وشمل ذلك تمويل مطابخ الحساء للعمال المحاصرين في المناجم، مما أدى إلى تسمية بعض هذه المباريات بـ "مباريات حساء البازلاء". وقد استمرت ألعاب جمع التبرعات لصناديق الإغاثة بعد انتهاء نزاع عمال المناجم في يونيو 1921م.

### حظر الاتحاد الإنجليزي لكرة القدم لعام 1921
حظر مجلس اتحاد كرة القدم (FA) المكون من 60 رجلاً، كرة القدم النسائية في مرافق الاتحاد بعد أشهر في ديسمبر 1921م، مشيرًا في مبرراته للحظر إلى شكاوى حول "تخصيص الإيرادات لأغراض غير خيرية". وقد صدر الحظر في خضم الحركات المعاصرة المطالبة بحق المرأة في التصويت في المملكة المتحدة، ونمو الماركسية اللينينية في بريطانيا،  والشكاوى من أن كرة القدم النسائية كانت نشاطًا "مهينًا" للنساء. وفي عام 2017م، عرضت القناة الرابعة البريطانية فيلمًا وثائقيًا بعنوان "عندما حظرت كرة القدم النساء When Football Banned Women "، والذي أشار بشكل مباشر إلى أن مباريات "حساء البازلاء" ساهمت في حظر الاتحاد الإنجليزي لكرة القدم، وذلك من خلال ربطها بمخاوف ثقافية أوسع في إنجلترا بشأن مشاركة النساء في الحركات السياسية.
واستمر الحظر حتى عام 1969م على الأقل.

### نزاعات كأس العالم للسيدات 2023
في 3 يوليو 2023م، وبعد أيام من سفر منتخب إنجلترا لكرة القدم للسيدات إلى أستراليا ونيوزيلندا للمشاركة في كأس العالم للسيدات 2023م، أبلغ الاتحاد الإنجليزي لكرة القدم الفريق بأن اللاعبات لن يتلقين مكافآت من الاتحاد مقابل أدائهن في البطولة. وأنهى الإعلان المفاوضات بين اللاعبات، اللاتي لا يتقاضين أجورا مقابل مشاركتهن في البطولات الكبرى، والاتحاد. وفي حين ستحصل اللاعبات على تعويضات مباشرة من الاتحاد الدولي لكرة القدم (فيفا) مقابل مشاركتهن للمرة الأولى، وقد وافقت اتحادات أخرى ــ مثل اتحاد كرة القدم في الولايات المتحدة، واتحاد كرة القدم الأسترالي ــ مع فرقها على دفع مكافآت إضافية للاعباتها. ولا يوجد لدى لاعبات إنجلترا اتفاقية جماعية مع اتحادهم.
كما أثارت اللاعبات والأندية نزاعات مع الاتحاد الإنجليزي لكرة القدم بشأن التاريخ المتوقع لإطلاق البطولة، كما اعترضت اللاعبات على قواعد الاتحاد الإنجليزي لكرة القدم بشأن الوصول إلى وسائل الإعلام والتي تحد من قدرة اللاعبات على المشاركة في حملات الرعاية.

### الدوري
في أبريل 2021م، قدّمت لاعبات نادي برمنغهام سيتي للسيدات خطاب شكوى إلى مجلس إدارة النادي؛ بسبب ظروف العمل السيئة، قائلات: إنهن يُمنعن "من أداء وظائفهن بأفضل ما في وسعهم". ومن بين القضايا التي أثارتها اللاعبات: نقص أماكن الإقامة الليلية، والطاقم الطبي للمباريات الخارجية، ووجود غرفة العلاج الطبيعي وإعادة التأهيل في مبنى صغير متنقل، ومشاكل تتعلق بعدم عمل بعض أعضاء الجهاز الفني الرئيسيين بدوام كامل، وهو ما يخالف لوائح دوري السوبر للسيدات، والمخاوف بشأن التزام النادي بالبقاء في دوري السوبر للسيدات، حيث لم يكن هناك سوى ثلاث لاعبات مرتبطات بعقود للموسم التالي. وقد أعلن الاتحاد الإنجليزي لكرة القدم في وقت لاحق أنه سيبدأ تحقيقًا في ذلك.

## في فرنسا

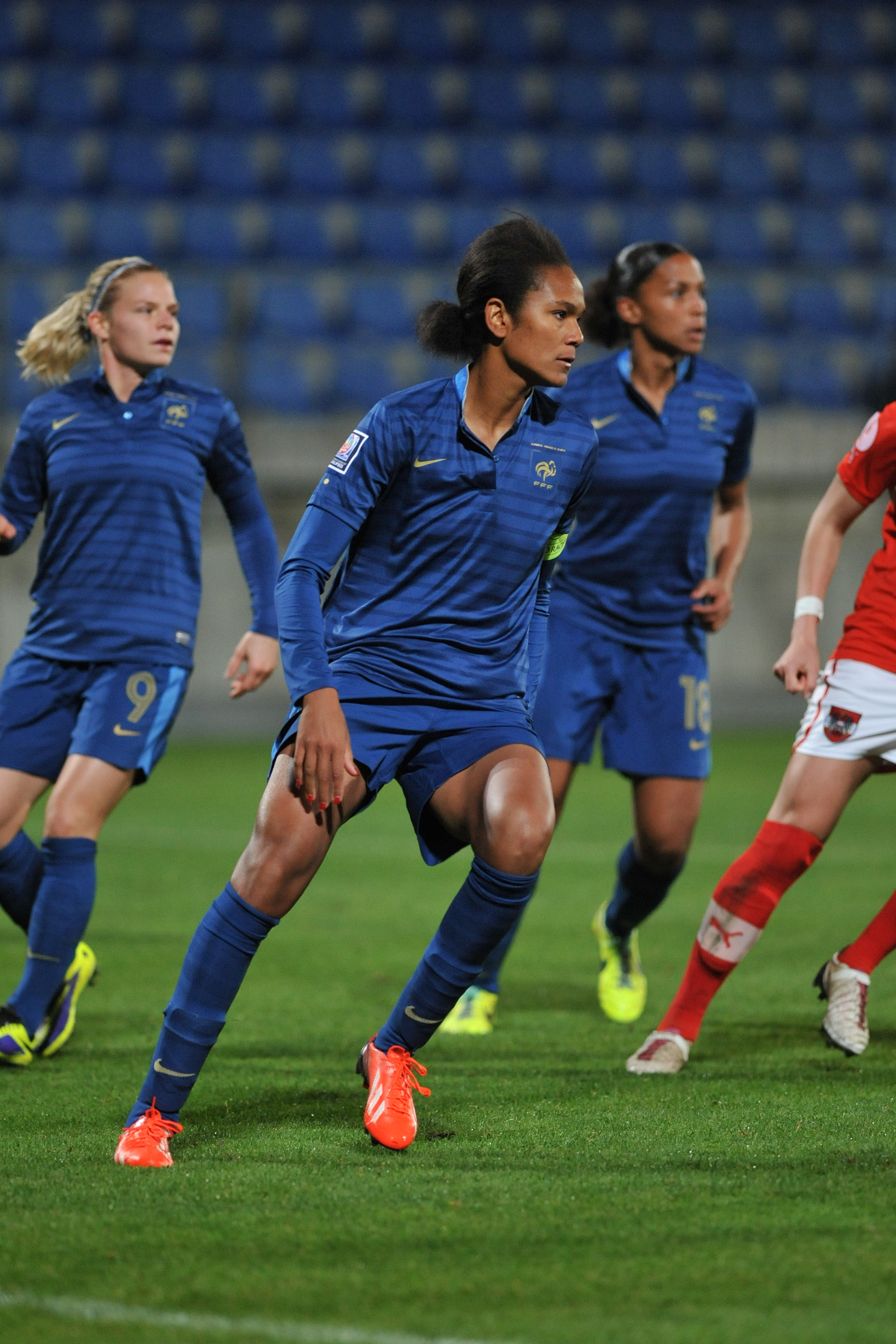
تبع استقالة مدافعة المنتخب الفرنسي ويندي رينارد من اللعب على المستوى الدولي في فبراير 2023م بعد أسابيع إقالة المدربة المثيرة للجدل كورين دياكر.

### المنتخب الوطني

#### ثورة اللاعبات في عام 2023
في فبراير 2023م، انسحبت المدافعة الفرنسية وقائدة الفريق ويندي رينارد علنًا من المنافسة على تمثيل منتخب فرنسا في كأس العالم للسيدات 2023م، مشيرة إلى المخاطر التي تهدد صحتها العقلية. كما أعلنت المهاجمتان كاديدياتو دياني، وماري أنطوانيت كاتوتو على الفور، وبشكل علني أنهما ستعلقان مسيرتهما الدولية. حيث أشارت اللاعبة كاتوتو إلى أحداث وقعت في عام 2019م، عندما رفضت كورين دياكري، مديرة المنتخب الفرنسي، استدعاء كاتوتو على الرغم من تصدرها قائمة هدافي الدوري الفرنسي الدرجة الأولى للسيدات. وطالبت اللاعبات الثلاثة بإجراء تغييرات غير محددة، ولكنها "ضرورية". وقد أشاد الاتحاد الوطني للاعبي كرة القدم المحترفين في فرنسا (UNFP) بتصريحات اللاعبات، وطلب من الاتحاد الفرنسي لكرة القدم إجراء التغييرات المطلوبة.
كما دعمت المدافعة المصابة جريدج مبوك باثي اللاعبات المستقيلات علنًا، وجاءت الاستقالات بعد خلافات سابقة بين دياكري وحارسة المرمى سارة بوهادي، التي اعنزلت التمثيل الدولي في 29 يوليو 2020م  وبحلول سبتمبر صرحت أن الفوز بلقب دولي مع دياكري "يبدو مستحيلاً بالنسبة لي"؛  ومع القائدة السابقة أماندين هنري، والمهاجمة أوجيني لو سومر، اللتين استبعدتهما دياكري مرارًا وتكرارًا من التشكيلة الفرنسية منذ عام 2020م على الرغم من مستواهما مع النادي. وزعمت هنري أن استبعادها كان انتقامًا، لتحدثها إلى رئيس الاتحاد الفرنسي لكرة القدم نويل لو جرايت حول مشاكل الفريق في الاستعداد لكأس العالم للسيدات لكرة القدم 2019م. 
وقد حظيت دياكري بدعم لو جرايت من خلال ادعاءات اللاعبات،  لكنها استقالت في 28 فبراير 2023م بعد مزاعم التحرش الجنسي التي نفتها. وفي مقابلة لها مع موقع "تيليفوت" في 5 مارس 2023م، وصفت دياني معسكرات المنتخب الوطني التي كانت تفتقر إلى متخصصين في التدريب تحت إشراف دياكري، والعلاج الطبي الذي كان غير كافٍ مقارنة بناديها. وفي 8 مارس، نشرت دياكري بيانًا أعلنت فيه نيتها إدارة فرنسا في كأس العالم 2023م؛ وفي اليوم التالي، أقال الاتحاد الفرنسي لكرة القدم دياكري، واستبدلها بمدير المنتخب الوطني السعودي السابق هيرفي رينارد، الذي بدأ على الفور في استدعاء اللاعبات المستبعدات مرة أخرى إلى القائمة الفرنسية. وفي 31 مارس، عين هيرفي رينارد اللاعبة ويندي رينارد في أول قائمة للفريق منذ إقالة دياكري، للمباريات الودية في أبريل ضد كولومبيا وكندا.

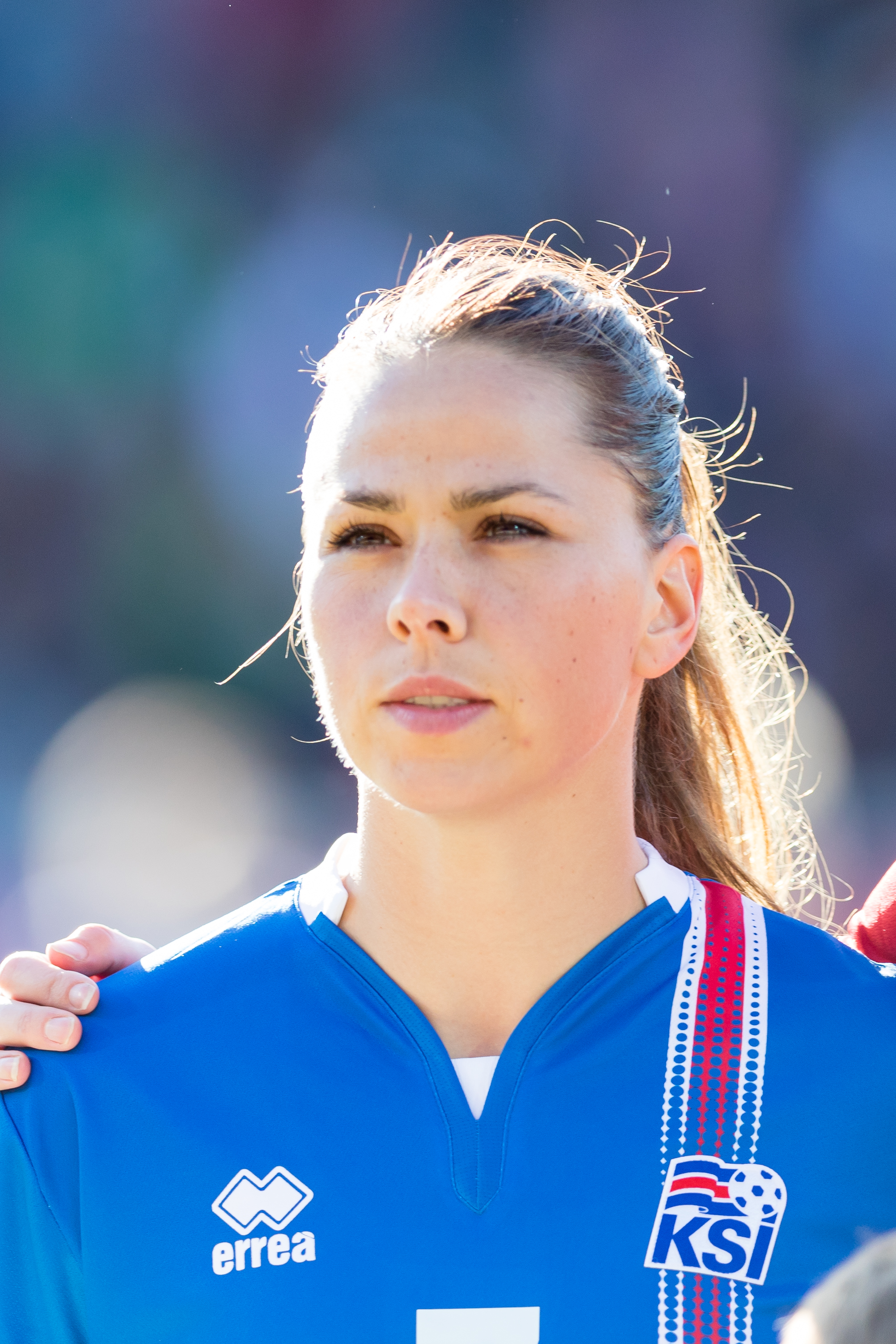
حصلت اللاعبة سارة بيورك جونارسدوتير على الأجر المستحق لها من نادي أولمبيك ليون مقابل إجازة الحمل.

### القسم الأول سيدات (D1F)

#### نزاع على الأجور لعام 2023
في عام 2021م، أعلنت لاعبة خط الوسط الأيسلندية سارة بيورك غونارسدوتير عن حملها أثناء لعبها مع نادي أولمبيك ليون في دوري الدرجة الأولى الفرنسي. وبموجب شروط عقد عملها، ادعت غونارسدوتير أن ليون رفض دفع أجرها المستحق بعد أن أبلغت النادي بأنها حامل. وقد أثارت غونارسدوتير هذه القضية مع اتحاد اللاعبين الفرنسيين، مدعية أن لوائح الأمومة الخاصة بالاتحاد الدولي لكرة القدم (فيفا) تمنحها الحق في الحصول على راتبها كاملاً. ومن الجانب الآخر، زعم نادي ليون أن غونارسدوتير لم تكن تلعب، أو تعمل لصالح النادي، وبالتالي فهي غير مستحقة لراتبها.
وفي 19 مايو 2022م، حكم الاتحاد الدولي لكرة القدم (فيفا) ضد نادي أولمبيك ليون، ومنح اللاعبة غونارسدوتير 72,139 جنيهًا إسترلينيًا، بالإضافة إلى فائدة سنوية إضافية بنسبة 5%. وبعدها غادرت غونارسدوتير نادي ليون، ووقعت عقدًا مع يوفنتوس في إيطاليا، ونشرت قصتها وحلها في صحيفة The Players' Tribune في 17 يناير 2023م. وكان هذا الحكم هو أول تطبيق لقواعد إجازة الأمومة التي وضعها الاتحاد الدولي لكرة القدم (فيفا) في يناير 2021م.

## في أيرلندا
في أبريل2017م، أعلن المنتخب الوطني النسائي لكرة القدم في جمهورية أيرلندا عن إضراب محتمل قبل مباراته المقررة ضد سلوفاكيا، بدعم من رابطة لاعبي كرة القدم المحترفين في أيرلندا ونقابات SIPTU. وقد تركزت الشكاوى التي قدمتها اللاعبات حول نقص الأجور وسوء الظروف، مثل الاضطرار إلى تغيير ملابسهن إلى الزي الرسمي في المراحيض العامة قبل المباريات، واضطرارهن إلى مشاركة ملابس التدريب مع فرق السيدات الصغيرات، والتهديد من قبل اتحاد كرة القدم الأيرلندي بعدم مناقشة الشكاوى علنًا. وقد طالبت اللاعبات أيضًا بإقرار رسوم على المباريات بقيمة 300 يورو لكل مباراة، حيث كانت اللاعبات غالبًا ما يضطررن إلى أخذ إجازة غير مدفوعة الأجر من وظائفهن لتمثيل أيرلندا. وبعد المفاوضات مع اللاعبات، تم التوصل إلى اتفاق لتجنب الإضراب قبل مباراة سلوفاكيا.
وفي أغسطس 2021م، أعلن الاتحاد الأيرلندي لكرة القدم التوصل إلى اتفاق مع المنتخبين الوطنيين الأول والثاني للرجال والسيدات لضمان المساواة في الأجور بينهما. وقد أجريت المفاوضات بقيادة كل من: كاتي ماكابي كابتن فريق السيدات، و سيموس كولمان كابتن فريق الرجال. وكجانب من الاتفاقية التي دخلت حيز التنفيذ في سبتمبر 2021م، ستكون المكافآت المؤهلة للبطولات الكبرى ورسوم المباريات متساوية، مع تطوع الجانب الرجالي بخفض رسوم مبارياته من أجل رفع رسوم المباريات للجانب النسائي.

## في جامايكا
بعد حصوله على المركز الثالث في بطولة الكونكاكاف للسيدات 2018، أصبح المنتخب الجامايكي للسيدات أول فريق من منطقة البحر الكاريبي يتأهل لكأس العالم للسيدات FIFA. إلا أن الفريق أضرب في سبتمبر 2019م زاعمًا أنه لم يتقاضَ رواتبه منذ 9 أشهر، وأن رواتبه لم تكن كافية لتغطية نفقات المشاركة في كأس العالم.
وقد استقال مدرب جامايكا "هيو مينزيسHue Menzies" بعد البطولة، وذلك بسبب نزاعه على راتبه مع الاتحاد، وتم استبداله بالمدرب هوبير باسبي جونيور، الذي اتُهم من قبل بسوء السلوك الجنسي أثناء تدريب فريق فانكوفر وايتكابس للسيدات في كندا. وفي عام 2021م، طالبت عشرون من لاعبات الفريق باستقالة باسبي في رسالة إلى اتحاد كرة القدم .
وفي 15 يونيو 2023م، احتج الفريق مرة أخرى على اتحاد كرة القدم، وهذه المرة بسبب افتقاره للدعم المالي والتخطيط والنقل ومرافق التدريب والتغذية والوصول إلى المرافق لكأس العالم للسيدات FIFA 2023، كما أن الاتحاد لم يقم بجدولة أي مباريات ودية تحضيرية. وأفادت اللاعبات أيضًا بعدم حصولهن على التعويضات المالية المتفق عليها في العقد. ومن جانب آخرأطلقت والدة لاعبة فريق Reggae Girlz، اللاعبة هافانا سولاون، حملة لجمع التبرعات على موقع غو فاند مي GoFundMe، لتغطية نفقات الفريق في البطولة،  في أعقاب حملة جمع التبرعات التي نظمتها GoFundMe لمحاولة الفريق التأهل لكأس العالم للسيدات 2015م.

## في المكسيك

### المنتخب الوطني

#### احتجاج كأس العالم 1971
في عام 1970م، أدار الاتحاد الأوروبي لكرة القدم النسائية المستقلة (FIEFF) ومقره تورينو كأس العالم للسيدات عام 1970م في إيطاليا دون تدخل الاتحاد الدولي لكرة القدم (FIEFF). وفي نهائيات كأس العالم للسيدات عام 1971م، التي استضافتها المكسيك ولعبت في ملعب أزتيكا أمام ما يقدر بنحو 110.000 أو 112.500 من الحضور، احتجت لاعبات الفريق المكسيكي على افتقارهن للأجور قياسًا بأرباح البطولة من مبيعات التذاكر وعائدات التلفزيون والسلع التجارية، وهددن بمقاطعة المباراة.

## في نيجيريا

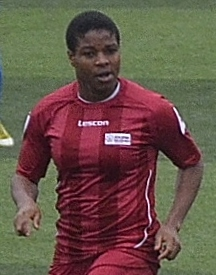
شاركت المهاجمة النيجيرية ديزاير أوبارانوزي في الاعتصام الاحتجاجي للفريق بسبب المكافآت غير المدفوعة في عام 2019م.

### المنتخب الوطني

#### احتجاج المكافأة لعام 2004
بعد الفوز ببطولة أفريقيا للسيدات 2004م والتي أُقيمت بجوهانسبرج بجنوب أفريقيا ، لم تحصل لاعبات المنتخب النيجيري على المكافآت التي وعدت بها من قبل الاتحاد النيجيري لكرة القدم. وقد نظمت لاعبات الفريق اعتصامًا احتجاجيًا في فندقهن لمدة ثلاثة أيام حتى تم دفع المكافآت. وقد تطلب الاحتجاج تدخل الرئيس النيجيري أولوسيجون أوباسانجو، الذي وصف الاحتجاج بأنه "إحراج وطني" في 21 أكتوبر 2004م، ومع ذلك دفع أيضًا المكافآت لوزارة الرياضة.
وقالت لاعبة فريق سوبر فالكونز "فيرا أوكولو" إن الاتحاد الوطني لكرة القدم قدم للفريق ثلاث مجموعات فقط من الملابس، مما جعل الفريق غير قادر على تبادلها مع المنافسين. وكانت اللاعبات يتوقعن الحصول على مكافآت بعد كل مباراة ولكنهن لم يحصلن عليها، كما أنه تم تقديم الغاري فقط لهن كمشروب بدلاً من الطعام بعد مباراتين، حتى قام النيجيريون في جنوب أفريقيا الذين علموا بظروف الفريق بتقديم طعامهم الخاص للاعبات. وفي مقابلة أجريت عام 2020م، قال مدير الفريق جودوين إيزيلين إن اتحاد كرة القدم في جنوب إفريقيا قدم السكن للموظفين ولكن لم يقدم أي طعام للفريق، وأنه لم يحصل بعد على مكافأته الخاصة لإدارة الفريق إلى الفوز.

#### احتجاجات الأجور المتأخرة عام 2007
في بطولة كأس العالم للسيدات 2007م التي أقيمت في الصين، قاطعت لاعبات المنتخب النيجيري التدريب بعد المباراة الثانية في دور المجموعات ضد كوريا الشمالية، وذلك بسبب مكافآت الرواتب المتأخرة. وقد استطاع الاتحاد النيجيري لكرة القدم التوصل إلى حل للنزاع في اليوم السابق للمباراة النهائية في دور المجموعات ضد الولايات المتحدة في 18 سبتمبر 2007م.

#### احتجاجات الأجور المتأخرة 2016
بعد الفوز بكأس الأمم الأفريقية للسيدات 2016م، لم تحصل لاعبات المنتخب النيجيري على المكافآت البالغة 23650 دولارًا أمريكيًا المستحقة لهن من الاتحاد النيجيري لكرة القدم. وفي 6 ديسمبر 2016م، احتلت اللاعبات فندقًا في العاصمة النيجيرية أبوجا، ورفضن المغادرة حتى يحصلن على مستحقاتهن المادية. استمر الاعتصام الاحتجاجي لمدة 13 يومًا  وشمل مسيرة إلى الجمعية الوطنية ومنزل الرئيس محمد بخاري للمطالبة بالدفع.

#### احتجاجات الأجور المتأخرة لعام 2019
بعد الوصول إلى دور الـ16 في كأس العالم للسيدات 2019م، وخسارة المنتخب أمام ألمانيا، هدد المنتخب الوطني مرة أخرى بالاعتصام الاحتجاجي للمطالبة بدفع الرسوم والمكافآت غير المدفوعة التي يعود تاريخها إلى عام 2016م. وفي 23 يونيو 2019م، التقى الفريق مع رئيسة رابطة كرة القدم النسائية النيجيرية "عائشة فالود" في فندق كأس العالم في غرونوبل بفرنسا، وظل هناك حتى وافق الاتحاد النيجيري لكرة القدم على دفع الرسوم المستحقة. بعد شهر من الاحتجاج في مؤتمر السيدات في الرياضة لعام 2019م في لاغوس في 30 يوليو 2019ن، طالبت قائدة الفريق "ديزاير أوبارانوزي" بالمساواة في الأجر مع فريق الرجال، مستشهدة بتأهل الفريق لكأس العالم ثماني مرات متتالية.
في عام 2021م، اتهم قائد المنتخب الوطني السابق للرجال "ساندي أوليسيه" الاتحاد النيجيري لكرة القدم باستبعاد قائدة فريق السيدات "ديزاير أوبارانوزي" من الفريق على الرغم من مستواها في دوري الدرجة الأولى النسائي. كما تم استبعاد أوليسيه في وقت سابق من المشاركة مع المنتخب الوطني بسبب نزاع عمالي عام 2002م. وقد نفى الاتحاد النيجيري لكرة القدم هذا الادعاء وقال إن أوبارانوزي سيكون لها مستقبل مع الفريق.

#### نزاع المكافأة لعام 2022
في كأس الأمم الأفريقية للسيدات 2022م، قاطعت لاعبات المنتخب النيجيري التدريب ورفضن مغادرة فندقهن قبل مباراة تحديد المركز الثالث ضد زامبيا، وذلك بسبب عدم دفع المكافآت بالإضافة إلى البدلات اليومية غير المدفوعة للأيام الخمسة الأولى من المعسكر. واستطاع الاتحاد النيجيري لكرة القدم حل النزاع في اليوم السابق للمباراة.

#### نزاع لاعبي كأس العالم 2023
قبل المغادرة إلى كأس العالم للسيدات 2023م في 2 يوليو 2023م، أبلغ الأمين العام للاتحاد النيجيري لكرة القدم "محمد السنوسي" اللاعبات أن الاتحاد لن يدفع مكافآت المباريات للفريق، ولن يتلقين حصة الـــ30 في المائة التي عُرضت عليهن مسبقًا من منحة قدرها 1.56 مليون دولار أمريكي من الاتحاد الدولي لكرة القدم للوصول إلى مرحلة المجموعات في البطولة. وبعد وصول لاعبات الفريق إلى فندقهن في غولد كوست بولاية كوينزلاند، ناقشت اللاعبات الكبار أونومي إيبي، ورشيدات أجيبادي، وأسيسات أوشوالا، وأوسيناتشي أوهال، وتوتشوكو أولويهي، وديزاير أوبارانوزي الرد المحتمل، بما في ذلك إمكانية الإضراب ومقاطعة مباراة المجموعة الافتتاحية ضد كندا. وقالت اللاعبات: إن الاتحاد النيجيري لكرة القدم برر إلغاء المكافآت لأن الاتحاد الدولي لكرة القدم (فيفا) وافق على دفع 30 ألف دولار للاعبين في مرحلة المجموعات بشكل مباشر. وصوت الفريق المكون من 23 لاعبة بالإجماع على اتخاذ الإجراء، وطلب المساعدة من اتحاد اللاعبين الدوليين FIFPRO. وفي 8 يوليو، نفى إيبي أن يكون الفريق قد خطط لمقاطعة المباراة.

#### نزاع مدربي كأس العالم 2023

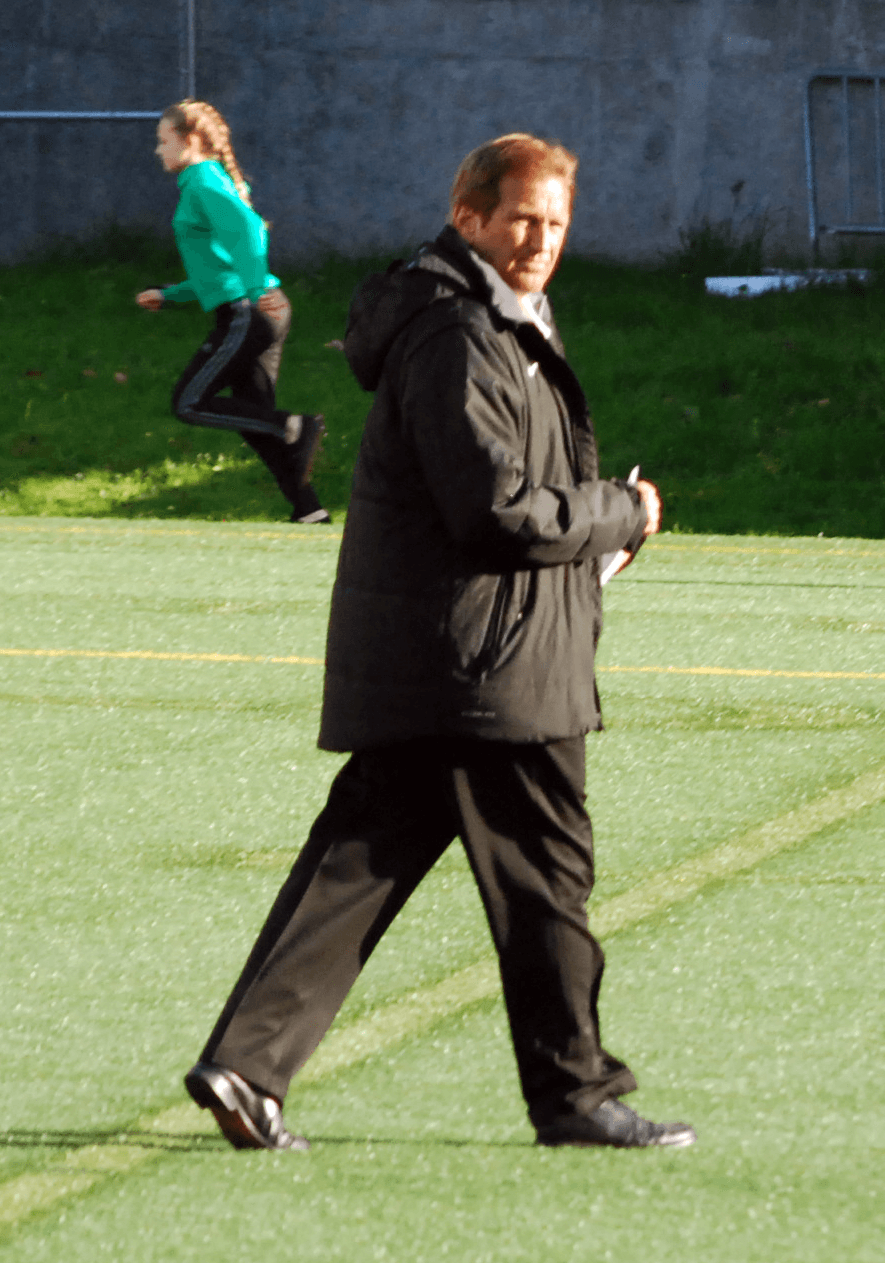
قدم راندي والدروم عدة مطالبات ضد الاتحاد النيجيري لكرة القدم قبل كأس العالم للسيدات 2023م

في 28 يونيو، وصف مدرب نيجيريا راندي والدروم المشاكل التي واجهها مع الاتحاد النيجيري لكرة القدم أثناء استعدادات منتخب نيجيريا في مقابلة على البودكاست الأمريكي "Sounding Off of Soccer". وفي 6 يوليو، ومن خلال مقابلة بودكاست أخرى مع الصحفي ألاسدير هوارث في برنامج "On the Whistle"، ادعى والدرم أيضًا أنه كان مستحقًا لأجر 14 شهرًا وقد تلقى نصفه فقط، وأن بعض اللاعبات لم يتلقين بعد أجورهن المستحقة قبل عامين أو تعويضات النفقات اليومية لحملة الفريق في كأس الأمم الأفريقية للسيدات 2022م. وفي السابع من يوليو، تساءل والدروم بشكل أكثر وضوحًا عن مصير منحة قدرها 960 ألف دولار من الاتحاد الدولي لكرة القدم (الفيفا) إلى الاتحاد النيجيري لكرة القدم المخصصة لمنتخب نيجيريا. وردًا على ذلك، وصف المتحدث باسم الاتحاد النيجيري لكرة القدم "أديمولا أولاجير"، المدرب والدرم بأنه "ثرثار غير كفء" وأنه أسوأ مدير في تاريخ الفريق. وفي الثامن من يوليو، زعمت لورين جريج، مساعدة مدربة فريق والدرم، أن الاتحاد النيجيري لكرة القدم انتقم منها، حبث فام بمنعها من السفر مع الفريق إلى كأس العالم، وذلك بسبب نزاع مع الاتحاد بشأن اختيار حارسة المرمى.

## في النرويج

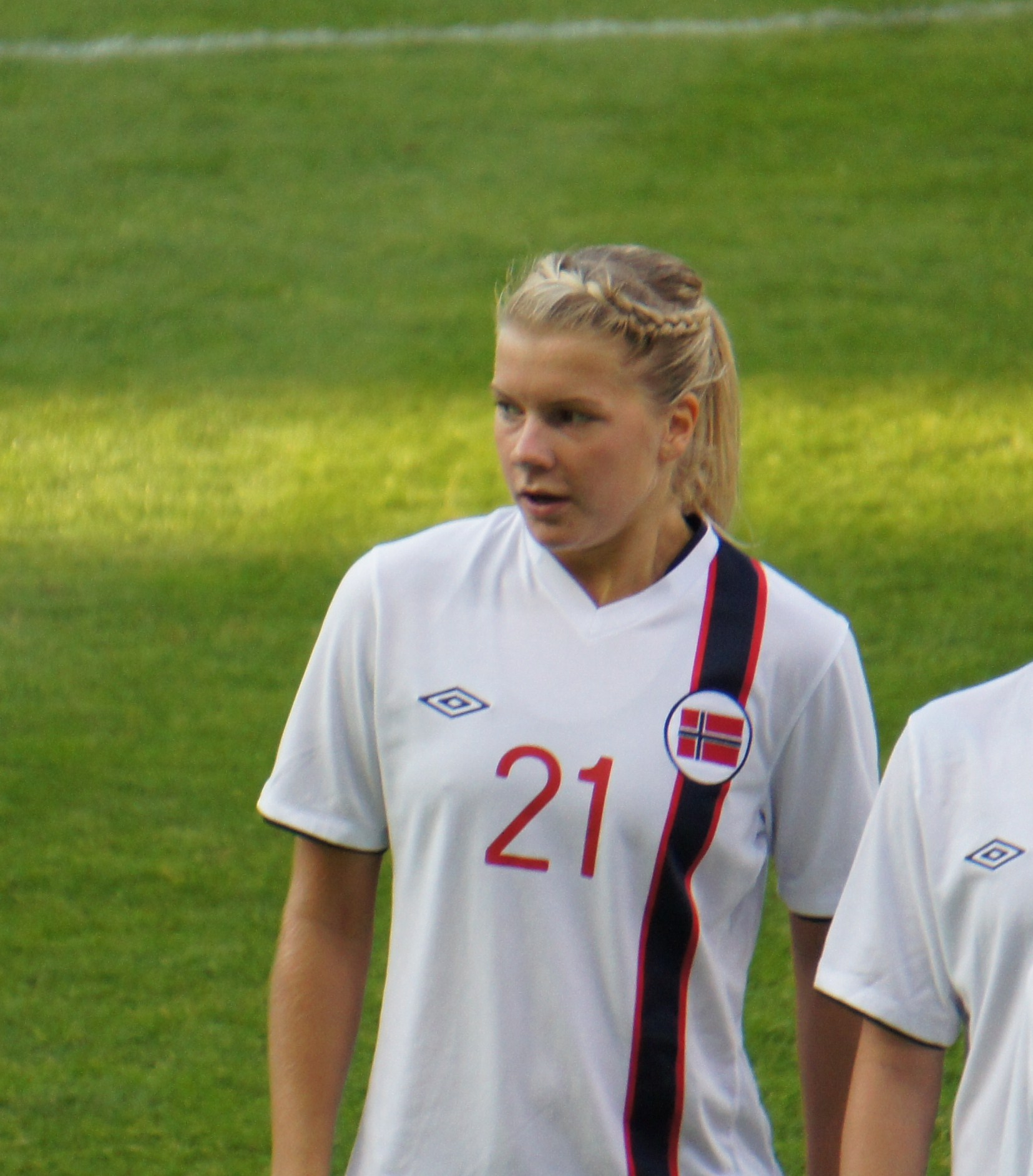
انسحبت المهاجمة النرويجية آدا هيجربيرج من اللعب مع المنتخب الوطني لمدة خمس سنوات، وذلك بسبب خلاف مع المنتخب الوطني بشأن التواصل والعلاج.

في أغسطس 2017م، تقاعدت مهاجمة المنتخب النرويجي "آدا هيغربرج" فجأة من اللعب الدولي أثناء انتقادها لطريقة اتصال الاتحاد النرويجي لكرة القدم (NFF) وردود أفعاله على الانتقادات.
وفي أكتوبر 2017م، اقترح الاتحاد النيجيري لكرة القدم صفقة لتسوية هيكل الأجور بين المنتخبات الوطنية للرجال والسيدات. وقد وقع فريقا الرجال والسيدات على الاتفاقية بشكل مشترك في ديسمبر 2017م. ومع ذلك رفضت اللاعبة هيغربرج العودة وفضلت عدم المشاركة في كأس العالم للسيدات 2019م ونشرت منشورًا عن التناقضات في المعاملة، مثل تخصيص ملاعب تدريب ذات جودة رديئة خلال تصفيات كأس العالم، والمعدات المتأخرة والمقاسة بشكل غير صحيح، وقيل لها "أنتم النساء تشكون كثيرا". وقد عادت اللاعبة إلى المنتخب الوطني في مارس 2022م للمشاركة في بطولة أمم أوروبا للسيدات 2022م بعد التغييرات في طاقم الاتحاد، كما أنها وعدت باحترافية المنتخب الوطني، وتعافيها من إصابة في الرباط الصليبي الأمامي.

## في اسبانيا

### المنتخب الوطني

#### نزاع اللاعبين 2022–23
في سبتمبر 2022م، أرسلت خمسة عشر لاعبة بريدًا إلكترونيًا يعلن فيه انسحابهن من المنتخب الوطني. وزعم سبعة لاعبات لم يوقعن على الرسالة أنهن تعرضن لضغوط من ناديهن ريال مدريد لمنعهمن من القيام بذلك، وهو ما نفاه النادي. وتضمنت الشكاوى الأولية للاعبات ضعف جودة التدريب تحت قيادة المدير الفني "خورخي فيلدا" وجهازه الفني مقارنة ببيئة النادي، والافتقار إلى التحضير التكتيكي للمباريات، والمزاعم بوجود بيئة تحكمية حيث يتم استجواب اللاعبات بشكل متكرر حول أماكن تواجدهن وعمليات الشراء الخاصة بهن. وقد أعرب رئيس الاتحاد الإسباني لكرة القدم لويس روبياليس عن دعمه لفيلدا علناً. وبحلول أبريل 2023م، دخلت العديد من اللاعبات في محادثات مع الاتحاد.

#### نزاع سوء السلوك الجنسي في كأس العالم 2023
ظل فيلدا في منصبه حتى بطولة كأس العالم للسيدات 2023م، والتي فازت بها إسبانيا في 21 أغسطس 2023م. وخلال احتفالاتهم بالفوز، زُعم أن فيلدا تحسس مساعدته  كما قام روبياليس أثناء وقوفه في مقصورة التكريم بجوار إنفانتا صوفيا البالغة من العمر 16 عامًا، من مسكها من منطقة حسلسة  كما قام بتقبيل لاعبة خط الوسط جينيفر هيرموسو بقوة على شفتيها دون موافقتها أثناء حفل توزيع الميداليات،  ودخل غرفة تبديل الملابس للفريق ليتقدم لخطبة هيرموسو مازحًا.
وبعد احتجاجات عامة، وصف روبياليس في البداية المنتقدين بـ"الحمقى". ولكن مع تزايد ردود الفعل العامة، زُعم أن كل من: فيلدا، وروبياليس حاولا إقناع هيرموسو وعائلتها بقبول اعتذار علني من روبياليس، وأصدر الاتحاد الإسباني لكرة القدم بيانًا، يُزعم أنه من هيرموسو، يتم من خلاله التقليل من أهمية هذا الفعل. وقد أشارت التقارير المحلية إلى أن البيان كان بالإكراه، ثم أصدرت هيرموسو شخصيًا بيانًا يشير إلى أن اتحاد اللاعبين FUTPRO ووكيلها فقط سيتحدثان نيابة عنها. ومن بين الكيانات التي طالبت روبياليس بالاستقالة اتحاد اللاعبين، رابطة لاعبي كرة القدم الإسبان ( AFE )، والاتحاد العام للعمال،  والدوري الإسباني للسيدات الدرجة الأولى.
ومن جانبه رفض روبياليس الاستقالة. ومن جانب آخر قامت الفيفا بالتحقيق لاتخاذ إجراء تأديبي ضد روبياليس في 24 أغسطس،  وفي 25 أغسطس عقد الاتحاد الإسباني لكرة القدم اجتماعًا طارئًا بشأن الوضع القائم، حيث أعلن أيضًا عن فتح تحقيق داخلي في انتهاك محتمل لقانون السلوك الخاص بالاتحاد فيما يتعلق بالعنف الجنسي.

### الدوري الممتاز

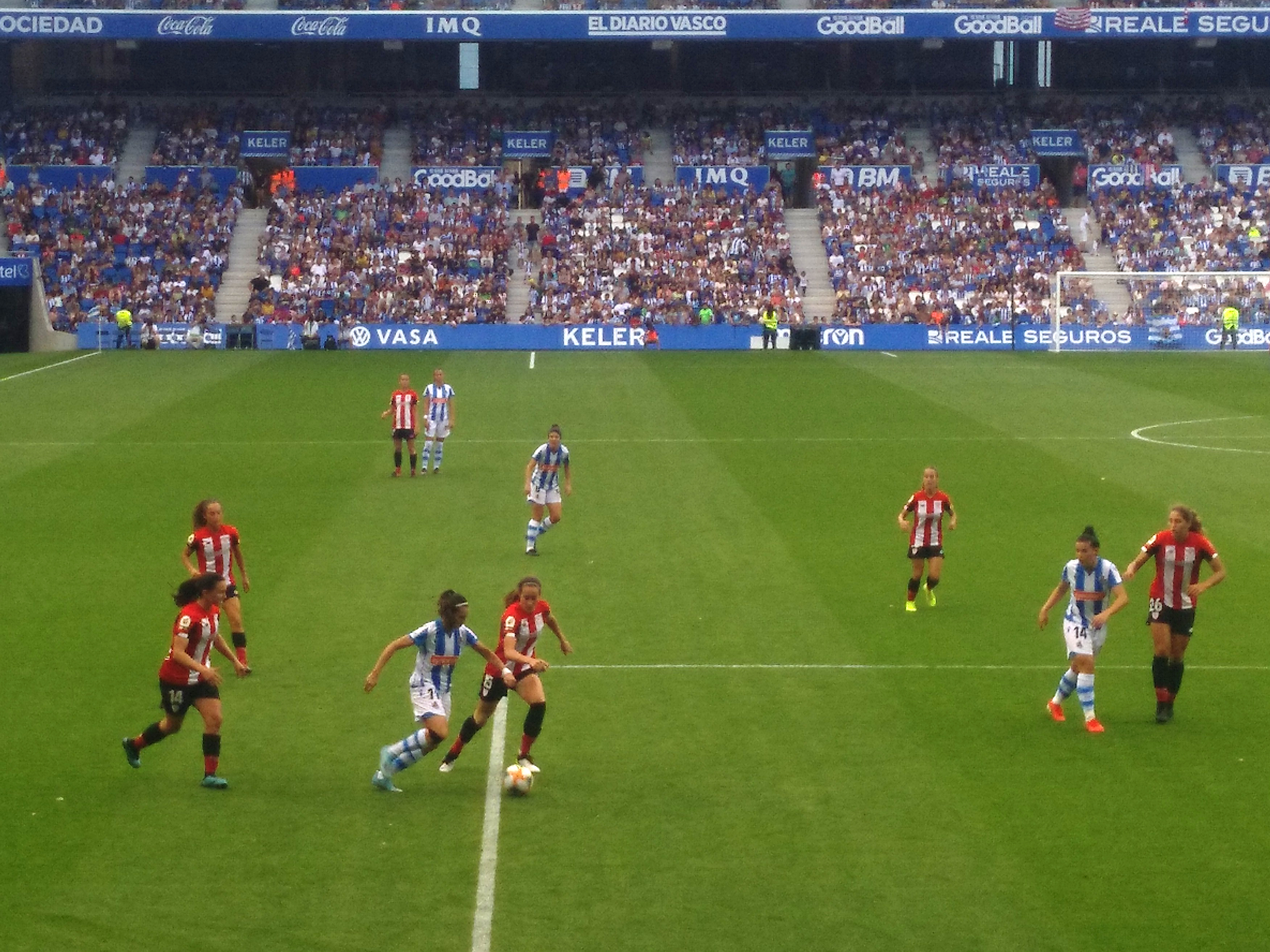
أضربت لاعبات الدوري الإسباني لكرة القدم في 22 أكتوبر/تشرين الأول 2019م، في منتصف موسم 2019-2020م، احتجاجًا على الحد الأدنى للأجور وحماية إجازة الحمل.

#### إضراب 2019
في 22 أكتوبر 2019م، وخلال موسم 2019–2020م في الدوري الأسباني الممتاز، صوتت لاعبات الدوري المدعومون من قبل رابطة لاعبات كرة القدم بالإجماع تقريبًا لصالح اتخاذ إجراء إضراب. وجاء الإضراب بعد عام من المفاوضات التي سعت فيها اللاعبات إلى تحسين الحد الأدنى للأجور حتى 20 ألف يورو للاعبات، وإدخال الحماية لإجازة الحمل، لكن الدوري لم يكن على استعداد لتقديمها. تم إلغاء الإضراب في منتصف نوفمبر، بعد أن أعلنت الرابطة أنها على استعداد للعودة إلى المفاوضات للتوصل إلى اتفاقية جماعية جديدة. وبالفعل تم التوصل إلى اتفاق في أواخر شهر ديسمبر، مما أدى إلى زيادة الحد الأدنى للأجور إلى 16000 يورو سنويًا. كما قدم اتفاق العمل الجماعي قواعد بشأن ساعات العمل والإجازات المدفوعة الأجر، بما في ذلك إجازة الأمومة، وحماية العمل أثناء الحمل. وكانت حماية الحمل ملحوظة بشكل خاص، حيث لا يمكن اعتبار دوري السيدات محترفًا بموجب القانون الإسباني، وبالتالي فهو معفى من التنظيم المهني. وقد سمح هذا للأندية بإضافة بنود تتعلق بمنع الحمل إلى عقود اللاعبات، مما يسمح للأندية بإنهاء عقود اللاعبات دون تعويض في حالة حملهن.

#### الدفع نحو الاحتراف في موسم 2020-2022
يتحكم المجلس الرياضي الحكومي الإسباني، Consejo Superior de Deportes (CSD)، في ما إذا كانت الدوريات الرياضية في إسبانيا تعتبر احترافية، واعتبارًا من عام 2019م، تم منح الوضع الاحترافي فقط لدوري كرة القدم للرجال، ودوري كرة السلة للرجال. وقد تم تحديد أحكامها حتى 22 ديسمبر 2022م بموجب قانون الرياضة لعام 1990م. كما سمح المجلس أيضًا بدوري واحد فقط لكل رياضة ليتم اعتباره احترافيًا، واعتبر أن دوريات كرة القدم للرجال والسيدات من نفس الرياضة، وبالتالي سمح فقط باحترافية دوري الرجال دون دوري النساء. وتم تصنيف الدوريات الأخرى على أنها "مُدمجة أو متضمنه"، مما سمح للاعبات بالحصول على رواتب ولكن لم يعترف بهن رسميًا أو قانونيًا كمحترفات ولا يمنحهن الحماية التنظيمية. وقد كانت العلاقة العمالية الرسمية بين أصحاب العمل واللاعبات من بين الشروط الأساسية للحصول على وضع احترافي للدوري.
وكان الاتحاد الإسباني لكرة القدم يدير دوري الدرجة الأولى للسيدات، والذي لم يتم اعتباره دوريًا احترافيًا، ولم يكن لديه سوى جانب ضئيل من أنديته التي تعمل بأجور أو معايير احترافية. وقام الاتحاد الإسباني لكرة القدم بتنظيم المنافسة، وتوظيف الحكام.
في 6 مايو 2020م، ونتيجة لجائحة كوفيد-19، ألغى الاتحاد الإسباني لكرة القدم بقية دوري الدرجة الأولى 2019-2020م وأوقف الدوري،  لكنه سمح لدوري الدرجة الأولى الإسباني للرجال بمواصلة اللعب. أثار هذا تساؤلات من قبل رئيس كرة القدم النسائية في الدوري الإسباني "بيدرو مالابيا" حول افتقار دوري السيدات إلى الاحتراف. في الشهر نفسه، تقدم اتحاد كرة القدم الأسترالي التابع لأصحاب العمل بطلب للحصول على اعتراف من مجلس إدارة CSD باعتباره دوريًا محترفًا، مشيرًا إلى أن اتفاقية العمل الجماعية لعام 2019م مع اللاعبات، والسمات المهنية الأخرى كافية للتسمية.
في 10 يونيو 2020م، منح الاتحاد الإسباني لكرة القدم دوري الدرجة الأولى، ودوري الدرجة الثانية وضع الاحتراف، وهو التصنيف الذي وافق عليه الاتحاد الإسباني لكرة القدم مؤخرًا لوضع الحد الأدنى من المعايير للأندية. وفي 15 يونيو 2021م  وبداية من دوري الدرجة الأولى 2021-2220م، سمح مجلس إدارة CSD للدوري بأن يصبح احترافيًا بالكامل، وأن يتقلص عدد الفرق من 18 إلى 16فريقًا. ورحبت AFE بهذه الخطوة. وتطلب هذا الأمر تشكيل هيئة تنظيمية موازية لكرة القدم النسائية الاحترافية، وهي رابطة كرة القدم النسائية الاحترافية ( LPFF )، والتي استخدمت بعد ذلك الدوري الإسباني كوكيل تجاري لها.
في 22 ديسمبر 2022م، تم إلغاء قانون الرياضة لعام 1990م، وشرع القانون الجديد 39/2022 في خصخصة بعض جوانب إدارة الرياضة، وعالج بعض أوجه عدم المساواة بين رياضة الرجال والسيدات، ووفر الحماية للاعبات الحوامل، وعزز المساواة في رؤية رياضة الرجال والنساء في وسائل الإعلام.

## في جنوب أفريقيا
في 2 يوليو 2023م، وقبل ثلاثة أيام من المغادرة للمشاركة في كأس العالم للسيدات 2023م، هدد منتخب جنوب أفريقيا لكرة القدم للسيدات بمقاطعة مباراة بوتسوانا في ملعب تساكاني في براكبان، جنوب أفريقيا. وأعربت اللاعبات عن مخاوفهن بشأن جودة الملعب، والحالة السيئة للملعب، ومخاطر الإصابة المرتبطة بذلك،  وتعويضات كأس العالم من الاتحاد الدولي لكرة القدم (فيفا) بما يتجاوز ما سيقدمه الاتحاد الدولي لكرة القدم بشكل مباشر. كما لاحظت اللاعبات أيضًا ضعف منتخب بوتسوانا بوصفه خصمًا تحضيريًا؛ حيث احتل الفريق المرتبة 150 في التصنيف العالمي لكرة القدم للسيدات، ولم يتأهل أبدًا لكأس العالم. كما ادعت جيرمين سيوبوسينوي، مهاجمة جنوب أفريقيا، أن الاتحاد لم يبذل جهدًا كافيًا لإعداد اللاعبات للبطولة.
وردًا على ذلك، وصف مسؤول مجهول في اتحاد كرة القدم في جنوب أفريقيا اللاعبات بأنهن "مرتزقة" و"خونة" لوسائل الإعلام،  وطلب الاتحاد من اللاعبات العودة إلى ديارهن، وحاول تجنيد فريق من البدلاء للعب المباراة. وذكرت التقارير أن فرق دوري السيدات التابع لاتحاد جنوب أفريقيا لكرة القدم رفضت تقديم اللاعبات،  مما دفع الاتحاد إلى تأخير المباراة لمدة ساعة من أجل تجنيد لاعبات محليات، لا تتجاوز أعمارهن 13 عامًا، لفريق أول بديل. وفد خسر هذا الفريق البديل أمام بوتسوانا 5-0. و استعان الاتحاد باتحاد لاعبات كرة القدم في جنوب أفريقيا في مفاوضات، من أجل محاولة حل النزاع قبل كأس العالم، وقد كان رئيس وزراء خاوتينغ "بانيازا ليسوفي" وسيطًا في ذلك.

## في تايوان
في 27 نوفمبر 2020م، أطلقت اللاعبات التايوانيات رابطة لاعبات كرة القدم النسائية في تايوان لتحسين المرافق وظروف اللعب والعلاج الطبي، بالإضافة إلى الدعوة إلى المساواة في الأجور بين لاعبات المنتخب الوطني ولاعبي المنتخب الوطني للرجال، وكذلك التفاوض على رواتب الأندية النسائية. كان هذا الاتحاد هو الأول في تايوان للرياضيات في أي رياضة. وكانت أول رئيسة للاتحاد هي "وانج هسيانج هوي"، التي لعبت بشكل احترافي في اليابان والصين وتايوان. حظي الاتحاد بدعم علني من الأحزاب السياسية التقدمية في تايوان، وكذلك من اتحاد لاعبي البيسبول المحترفين في تايوان.

### المنتخب الوطني
ولم يتأهل المنتخب الوطني لكأس آسيا للسيدات 2022م فحسب، وهي أول مشاركة له منذ 14 عامًا،  بل وصل أيضًا إلى مرحلة خروج المغلوب، وتعادل مع الفلبين في الوقت الأصلي، وخسر فقط بعد ركلات الترجيح. وخلال المؤتمر الصحفي بعد المباراة، أعربت المهاجمة "سو يو هسوان" عن أملها في الحصول على المزيد من مرافق التدريب عالية الجودة، حيث كان الفريق هو المشارك الوحيد في البطولة الذي يفتقر إلى مكان تدريب دائم، وكانت أفضل الملاعب المتاحة للتدريب قيد التجديد. وقد تم التشاور مع رابطة اللاعبات لاحقًا في فبراير 2022م بشأن التصميمات الخاصة بمكان جديد يمكن أن يكون بمثابة منشأة تدريب.

## في الولايات المتحدة

### المنتخب الوطني

#### نزاع العشب الصناعي 2014–15

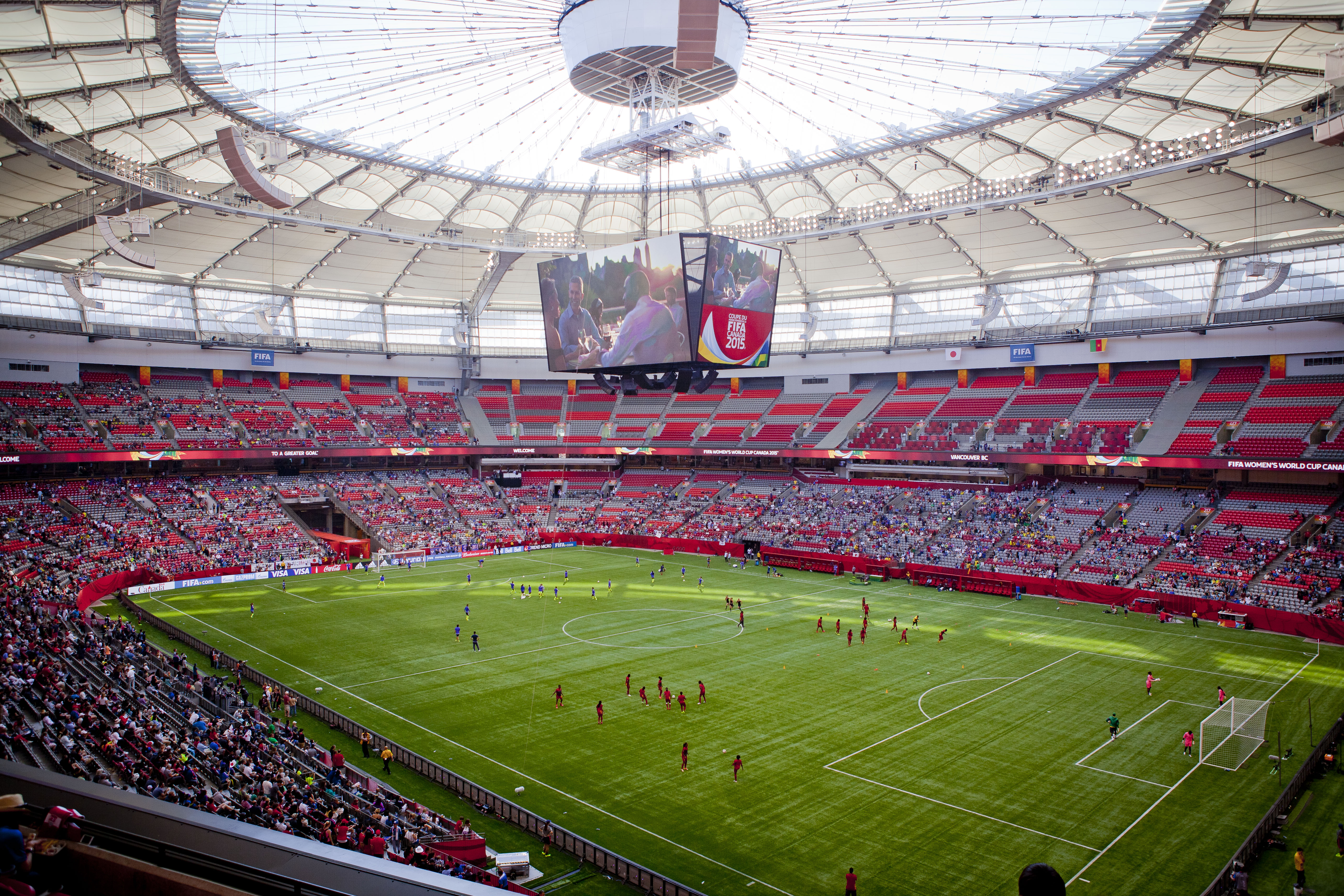
رفعت لاعبات كرة القدم دعوى قضائية ضد الاتحاد الدولي لكرة القدم (فيفا) بسبب استخدام العشب الصناعي في ملاعب مثل ملعب بي سي بليس خلال بطولة كأس العالم للسيدات 2015م.

في أكتوبر 2014م، قادت مهاجمة فريق الولايات المتحدة للسيدات "آبي وامباك" دعوى قضائية رفعتها ضد الاتحاد الدولي لكرة القدم (فيفا) زاعمة التمييز من جانب الاتحاد الدولي لكرة القدم (فيفا) في تنظيم كأس العالم للسيدات 2015م بما في ذلك الملاعب التي تستخدم العشب الصناعي. وتضمنت الدعوى المرفوعة أمام محكمة حقوق الإنسان في أونتاريو كل من اللاعبتين الأمريكيتين: أليكس مورجان، وهيذر أوريلي، وكذلك اللاعبة اليابانية هوماري ساوا، واللاعبتين البرازيليتين مارتا، وفابيانا، واللاعبة الإسبانية فيرونيكا بوكيتي، واللاعبة الألمانية نادين أنجرير بوصفهن مدعين. وأشارت الدعوى إلى أن فرق الرجال لعبت دائمًا مباريات كأس العالم على العشب، بما في ذلك وضع العشب الصناعي على الملاعب التي تستخدمه. وقد أيد حارس مرمى فريق الرجال بالولايات المتحدة تيم هاوارد مطالبة النساء، وبالمثل فعل الممثل توم هانكس، ولاعب كرة السلة كوبي براينت.
رفض الاتحاد الدولي لكرة القدم (فيفا) التفاوض، كما رفضت المحكمة طلب اللاعبات عقد جلسة استماع سريعة، ورفض الاتحاد الكندي لكرة القدم اقتراحًا من المحكمة للتوسط في النزاع. وقال الأمين العام للاتحاد الدولي لكرة القدم (فيفا) في مؤتمر صحفي إن مزاعم اللاعبات بالتعرض للتمييز مجرد "هراء". وفي يناير 2015م، سحبت اللاعبات الدعوى القضائية. وشارك المنتخب الوطني للولايات المتحدة في البطولة وفاز بها. ووصف وامباك هذه الزوبعة بأنها "نوع من الكوابيس".
وبعد البطولة، قاد اتحاد كرة القدم في الولايات المتحدة جولة من الانتصارات الودية، والتي تضمنت 10 مباريات شارك فيها المنتخب الوطني للولايات المتحدة. وفي 5 ديسمبر 2015م، انسحبت لاعبات المنتخب الوطني من المباراة المقرر إقامتها في 6 ديسمبر ضد منتخب ترينيداد وتوباغو في ملعب ألوها في هاواي، والذي يستخدم العشب الصناعي. ونشرت المعلقة واللاعبة السابقة في المنتخب الوطني الأمريكي "جولي فاودي" صورة على تويتر للعشب أمام المرمى يتم سحبه باليد من أرضية الملعب، وتخشى بشأن مخاطر الإصابة المحتملة للاعبات، وانتقدت اتحاد كرة القدم الأمريكي لعدم تفتيش المكان أو وجود سياسة مماثلة لفريق الرجال فيما يتعلق بظروف أرضية الملاعب. وفي اليوم التالي، نشرت اللاعبات رسالة مفتوحة إلى اتحاد كرة القدم الأميركي موضحات أن القضية تتعلق بعدم المساواة في ظروف اللعب.
وقد جعل المنتخب الوطني النزاع حول العشب حجر الأساس في حججهم، من أجل تحسين الظروف في مفاوضات اتفاقية المساومة الجماعية في عام 2016م. ومع ذلك،و بعد الموافقة على اتفاقية العمل الجماعية الجديدة في أبريل 2017م، والتي ذكرت أن الاتحاد يفضل العشب على العشب الصناعي، حدد اتحاد كرة القدم الأميركي ثلاث مباريات للمنتخب الوطني للسيدات على أرضه في عام 2017م على أرضيات من العشب الصناعي.
وكجانب من التسوية المقترحة في عام 2020م، لدعوى التمييز على أساس الجنس التي رفعتها لاعبات المنتخب الوطني للولايات المتحدة في عام 2016م، لن يُطلب من فريق السيدات لعب مباريات على أرضه على العشب الصناعي. وتتضمن اتفاقية العمل الجماعية لعام 2022م، التي وقعتها اللاعبات واتحاد كرة القدم الأمريكي بندًا مفاده: أن رابطة لاعبات المنتخب الوطني للسيدات بالولايات المتحدة يجب أن توافق على اللعب في مكان يستخدم العشب الصناعي، كما أن اتحاد كرة القدم الأمريكي يجب عليه أن يتفقد أرضية الملعب ويوافق على أنها آمنة.

#### نزاع الأجور لعام 2016
بداية من عام 2016م، انخرطت عضوات المنتخب الوطني لكرة القدم للسيدات في الولايات المتحدة في سلسلة من الإجراءات القانونية ضد اتحاد كرة القدم في الولايات المتحدة، متهمات المنظمة بعدم المساواة في المعاملة والتعويض. وقد حظيت النضالات من أجل المساواة في الأجور باهتمام إعلامي واسع المجال، كما أنها كانت الملهم للعمل التشريعي في مجلس الشيوخ الأمريكي، وقد تلقت تلك النضالات دعمًا شعبيًا، بما في ذلك هتافات المشجعين "المساواة في الأجور" في مباريات كأس العالم للسيدات لكرة القدم 2019م في فرنسا. وتم التوصل إلى اتفاق تاريخي بشأن المساواة في الأجور وذلك في فبراير 2022م.

#### شكاوى الإقامة
في يومي الخامس عشر والسابع عشر من شهرأغسطس لعام 2015م، زعمت مهاجمتا نادي بورتلاند ثورنز لكرة القدم أليكس مورجان وكريستين سينكلير أن فندق آدمز مارك في مدينة كانساس سيتي كان مليئًا ببق الفراش والعفن. وتم توفير الفندق من قبل نادي كانساس سيتي لكرة القدم لفريق ثورنز. ومن جانبها اعتذرت رابطة الدوري الوطني لكرة القدم للسيدات، ونشرت بيانًا يشير إلى أن نادي كانساس سيتي لكرة القدم قد قام بتغيير الفنادق لبقية الموسم.
وفي 9 يوليو 2016م، استضاف نادي وسترن نيويورك فلاش نادي سياتل رين إف سي في ملعب فرونتير، وهو ملعب مخصص لكرة القاعدة أو البيسبول. نظرًا لعدم القدرة على تحويل ملعب البيسبول، كان الملعب محاطًا بالملعب الخارجي وكان حجمه أصغر من المعايير الاحترافية للاتحاد الدولي لكرة القدم.
وفي 12 يوليو 2016م، نشرت حارسة مرمى نادي سياتل رين إف سي، اللاعبة "هوب سولو" منشورًا على مدونتها، والتي زعمت من خلاله وجود العديد من المشكلات المستمرة المتعلقة بالإقامة والمرافق في أندية الدوري الوطني لكرة القدم للسيدات، بما في ذلك المعدات المعيبة، أو ذات الاحجام غير المناسبة، والفنادق الرديئة للمباريات خارج الأرض، والإسكان غير الكافي في الأسواق المحلية، ونقص الموظفين المسافرين، والاستحمام القذر، والأمن غير الكافي. وتضمنت إحدى الحالات مشاركة الفريق في سكن مع مؤتمر فروي عام 2016م، والذي زعمت اللاعبة سولو بشكل غير صحيح أنه كان مؤتمرًا إباحيًا. تقاعدت سولو من نادي Reign FC بعد ستة أسابيع من إيقافها من قبل اتحاد كرة القدم الأميركي خلال دورة الألعاب الأولمبية الصيفية 2016م،  لكنها أعادت تأكيد هذه الشكاوى في عام 2022م بعد فضيحة إساءة استخدام الدوري الوطني لكرة القدم للسيدات لعام 2021م.

#### نزاع الحد الأقصى للسن لعام 2021

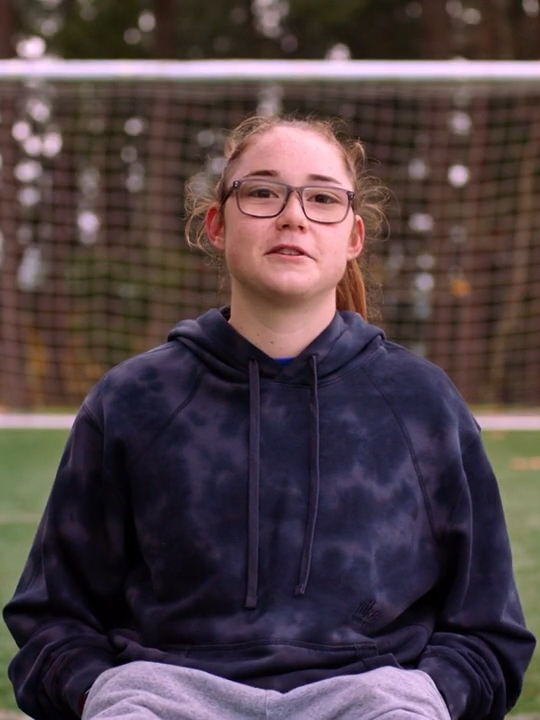
في عام 2021م، رفع نادي بورتلاند ثورنز لكرة القدم، ولاعبة خط الوسط أوليفيا مولتري، التي كانت تبلغ من العمر 15 عامًا آنذاك، دعوى قضائية مشتركة ضد الدوري الوطني لكرة القدم للسيدات بشأن قاعدة تمنع الفرق من التعاقد مع لاعبات تقل أعمارهن عن 18 عامًا.

وفي 4 مايو 2021م، رفع نادي بورتلاند ثورنز لكرة القدم، واللاعبة الشابة "أوليفيا مولتري" دعوى قضائية ضد الدوري الوطني لكرة القدم للسيدات، وذلك بسبب الحد الأدنى للسن، الأمرالذي أعاق نادي ثورنز لكرة القدم من التعاقد مع اللاعبة البالغة من العمر 15 عامًا. وزعمت الدعوى القضائية أن هذه القاعدة تنتهك قانون مكافحة الاحتكار في الولايات المتحدة، وكانت ذات طبيعة مناهضة للمنافسة. وزعمت الرابطة أنها بوصفها كيان واحد لا يمكن أن تكون مناهضة للمنافسة. ومع ذلك، أشارت القاضية "كارين إيميرجوت" في أمر تقييدي مؤقت إلى أن الدوري الوطني لكرة القدم للسيدات قد لا يفي بالمعيار القانوني للمنظمة ذات الكيان الواحد، بل هو بدلاً من ذلك عبارة عن مجموعة من الفرق المستقلة التي تتنافس على المواهب، وأن قاعدة العمر من شأنها أن تنتهك القسم الأول من قانون شيرمان لمكافحة الاحتكار لعام 1980م. وإذا ما أصبح مثل هذا الحكم دائمًا، فمن الممكن الطعن- على نحو مماثل- في قواعد الدوري الأخرى، والتي تعتمد على هيكلها المكون من كيان واحد. وفي 18 يونيو 2021م، ُمنحت اللاعبة "إيمرجوت مولتري" أمرًا قضائيًا أوليًا، يسمح لها بتوقيع عقد NWSL، وقد ذكرت الرابطة أنها ستستأنف على الحكم أمام محكمة الاستئناف الأمريكية للدائرة التاسعة، من منطلق أن الرابطة كانت تتفاوض على اتفاقية عمل جماعية مع رابطة لاعبات NWSL (NWSLPA) والتي من شأنها تقنين قاعدة العمر التي تم التفاوض عليها مع اللاعبات.
وفي 30 يونيو 2021م، وقعت مولتري رسميًا على عقد احترافي لمدة ثلاث سنوات مع الدوري الوطني لكرة القدم للسيدات للعب لصالح نادي بورتلاند ثورنز لكرة القدم. وفي 30 يوليو 2021م، قامت مولتري ومحاميها بتسوية دعواهم القضائية مع الدوري الوطني لكرة القدم للسيدات خارج المحكمة، الأمر الذي سمح لمولتري بالتوقيع مع الدوري، إلا أنه ترك قاعدة السن الخاصة بالدوري والتي تحظر على اللاعبات اللاتي تقل أعمارهن عن 18 عامًا كما هي. كما سمحت التسوية بأي قاعدة عمرية تم الاتفاق عليها في النهاية في اتفاقية العمل الجماعية بين الدوري ورابطة لاعبات كرة القدم النسائية الوطنية لجعل مولتري غير مؤهلة مرة أخرى. كما تضمنت اتفاقية العمل الجماعية، التي تم توقيعها في عام 2023م، بدلاً من ذلك عملية تسجيل خاصة للاعبات اللاتي تقل أعمارهن عن 18 عامًا.

#### فضيحة الإساءة لعام 2021
وبعد سلسلة ضمت مجموعة من التقارير والإيقافات، وطرد للمدربين وموظفي الإدارة خلال موسم 2021م من الدوري الوطني لكرة القدم للسيدات، وذلك فيما يتعلق بالانتهاكات المزعومة من قبل المدربين والموظفين طوال معظم فترة سريان الدوري، وقد أطلق الدوري ورابطة لاعبات كرة القدم للسيدات تحقيقًا مشتركًا في الانتهاكات المبلغ عنها عبر جميع فرق الدوري الوطني لكرة القدم للسيدات. وفي 14 ديسمبر 2022م، أصدر التحقيق تقريرًا زعم من خلاله أن ثقافة الدوري الوطني لكرة القدم للسيدات، والتي تشكلت جزئيًا بسبب انهيار الدوريين السابقين لها، والمتمثلين في: رابطة كرة القدم النسائية المتحدة، وكرة القدم النسائية الاحترافية، مما ثبط من عزيمة اللاعبات عن الإبلاغ عن سوء السلوك. ولم تضع الرابطة الوطنية لكرة القدم للسيدات تعريفًا ثابتًا لـما يعرف بــ"سوء السلوك". وأشار التقرير أيضًا إلى أن الدوري فشل في التحقق بشكل كافٍ من الموظفين الفنيين. وقد أدى التقرير المشترك، وتقرير ييتس المنفصل، الذي كلف به اتحاد كرة القدم الأميركي، إلى إيقاف أو طرد أو حظر العديد من المدربين الرئيسيين، والمدربين المساعدين، والمديرين العامين في جميع أنحاء الدوري، وإنشاء مكتب للدوري لسلامة اللاعبات.

#### اتحاد الحكام لعام 2021

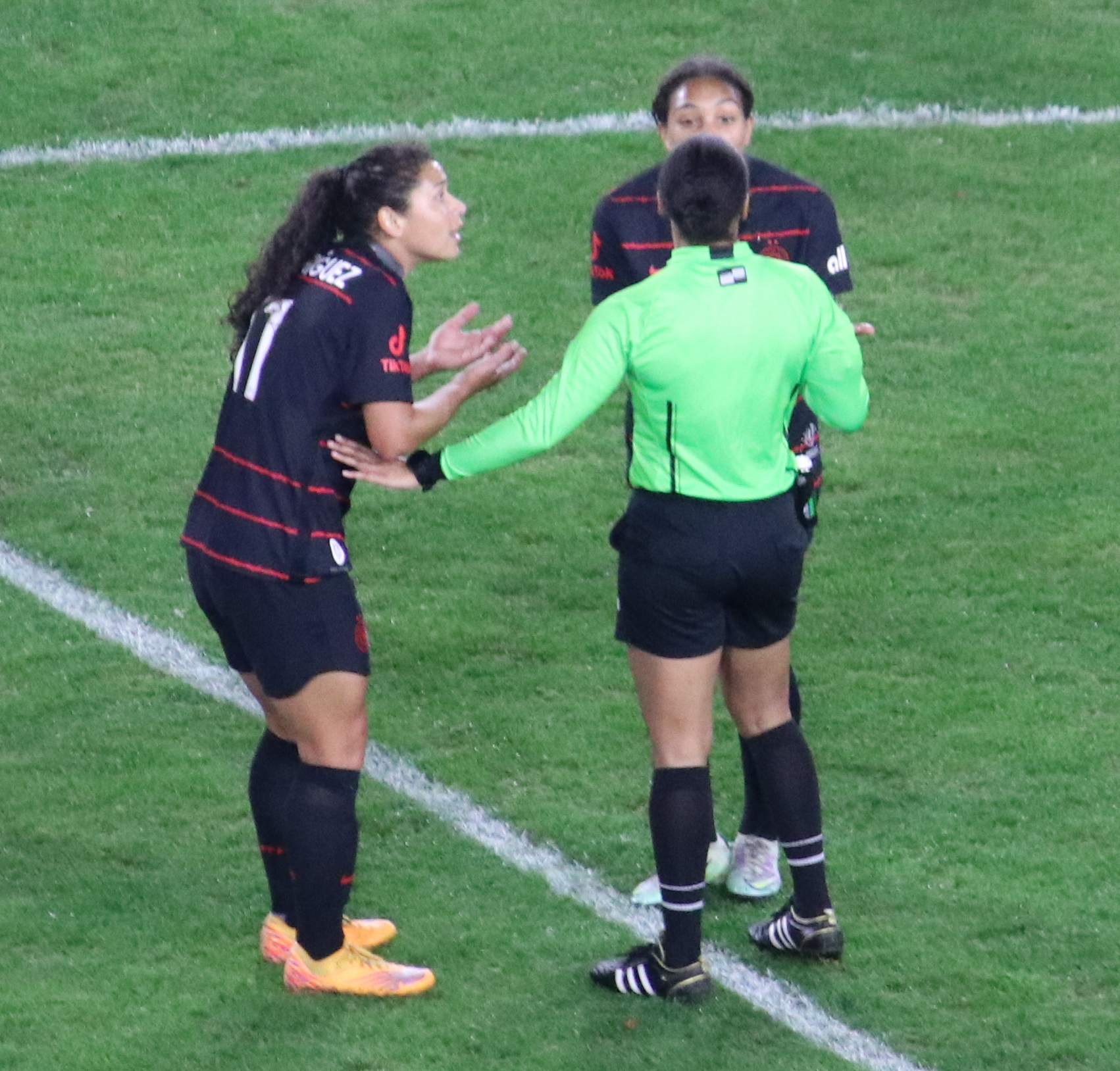
اعترضت منظمة الحكام المحترفين على محاولات حكام الدوري الوطني لكرة القدم للسيدات لتشكيل نقابة، والمساومة الجماعية لتحسين الظروف.

اختيار الحكام للمباريات الاحترافية في الولايات المتحدة يتم من خلال منظمة الحكام المحترفين (PRO)، وهي كيان تم تأسيسه بشكل مشترك من قبل الدوري الأمريكي لكرة القدم، واتحاد كرة القدم الأمريكي. ومع ذلك، وعلى عكس حكام دوري الدرجة الأولى لكرة القدم للرجال، يتم اختيار حكام دوري الدرجة الأولى لكرة القدم للسيدات من مستوى ثانوي بالاشتراك مع دوريات الدرجة الثانية والثالثة للرجال، والمعروفة باسم PRO2. ويتم تعيين هؤلاء في الدوري الوطني لكرة القدم للسيدات ودوري الرجال في الدرجة الأدنى، بهدف تصعيدهم إلى الدوري الأمريكي لكرة القدم، حيث يأتي معظم تمويل منظمة الحكام المحترفين من الدوري الأمريكي لكرة القدم. وفي عام 2022م، تم النظر إلى حكام الدوري الوطني لكرة القدم للسيدات على أنهم متعاقدين مستقلين، يتقاضون مبلغ (461) دولارًا عن كل مباراة، وهو مبلغ أقل من (529) دولارًا، التي يتقاضاها حكام بطولة دوري الدرجة الثانية للرجال في الدوري الأمريكي لكرة القدم.
وأفاد حكام PRO2 بأنهم ينامون في طرقات الفنادق قبل المباريات؛ لأنهم لا يستطيعوا العثور على سكن، كما أنهم يعملون مع أطقم عمل متناوبة بشكل متكرر، ويتعاملون مع أماكن إقامة سيئة، بما في ذلك نقص غرف تغيير الملابس، والافتقار إلى الإجازات المدفوعة الأجر للحوامل. كما أشار حكام PRO2 إلى نقص الوصول إلى التدريب التنموي، والتدريب والتقييمات؛ وندوات الويب التدريبية ذات الجودة المنخفضة، والتي تفتقر إلى التفاصيل الكافية؛ ونقص لقطات المباريات لمراجعتها وتحسين الآداء؛ ونهج "قائم على الخوف" في التعيين الذي ترك المسؤولين غير متأكدين مما إذا كان سيُسمح لهم مستقبلاً بمواصلة العمل؛ ونقص الوصول إلى موارد اللياقة البدنية والتدريب البدني والتعافي.
يعد حكام منظمة الحكام المحترفين، أعضاء في رابطة حكام كرة القدم المحترفين (PSRA)، في حين أنه لم يتم اعتبار حكام PRO2 مدرجين في اتفاقية المساومة الجماعية (CBA) الخاصة بهذه المنظمة. وقد حاول حوالي 80 حكماً من المجموعات الثلاث الأولى في PRO2 تنظيم وتشكيل وحدة تفاوض تحت إشراف PSRA، والتي رفضت منظمة الحكام المحترفين الاعتراف بها طواعية. وفد تصاعدت المشكلة بين PSRA، والمجلس الوطني لعلاقات العمل، للبت في ما إذا كان حكام PRO2 موظفين لدى منظمة الحكام المحترفين، وبالتالي يكونوا مؤهلين للانضمام إلى النقابات،  وحكم المجلس الوطني لعلاقات العمل لصالح المحكم في أكتوبر 2021م. وصوت مسؤولو PRO2 في 30 نوفمبر 2021م على تشكيل نقابة بأغلبية 68 صوتًا مقابل 3 أصوات رافضة  وتم التصديق على ذلك من قبل مجلس العلاقات العمالية الوطني في 8 ديسمبر 2021م. ومع ذلك، طعنت PRO بعد ذلك في الحكم الصادر في أكتوبر 2021م، والذي وصفته PSRA بأنه "تكتيكات لسحق النقابات". وكانت PRO تتفاوض على اتفاقية جماعية مع PSRA في مايو 2022م  وقبل سحب استئنافها أمام مجلس العلاقات العمالية الوطني في يوليو 2022م،  وفي 14 أبريل 2023م، صوت حكام PRO2 على التصديق على أول اتفاقية جماعية مع PRO.

#### اتفاقية المفاوضة الجماعية لعام 2023
بدأت رابطة عمال الخدمات الوطنية (NWSLPA) المفاوضات مع رابطة عمال الخدمات الوطنية (NWSL) بشأن اتفاقية المساومة الجماعية الأولى (CBA) في مارس 2021م. وستكون اتفاقية العمل الجماعية الخاصة بالدوري الوطني لكرة القدم للسيدات هي الأولى التي يتم التفاوض عليها على الإطلاق بشأن دوري كرة القدم النسائي المحترف في الولايات المتحدة. وخلال عملية المفاوضات، أطلقت رابطة لاعبات كرة القدم النسائية الوطنية حملة لتسليط الضوء على كيفية حصول بعض لاعبات الدوري على أجور زهيدة للغاية مقابل لعبهن لدرجة أن العديد منهن عملن في وظائف متعددة بالإضافة إلى عملهن كلاعبات كرة قدم محترفات لتكملة دخلهن. باستخدام هاشتاج #NoMoreSideHustles على وسائل التواصل الاجتماعي، وقد شاركت كل من: إميلي مينجز، وجيسيكا ماكدونالد، وكريستين هاميلتون، وجابي سيلر، وبروك إلبي، وكارولين ستانلي، وكات ويليامسون، وديدي هاراسيك، وداريان جينكينز، وغيرهم من اللاعبات النشطات والمتقاعدات، قصصًا حول العمل في وظائف متعددة دون التحكم في مكانهم، مع إمكانية التداول والانتقال إلى مدن بعيدة مع القليل من التحذير أو بدونه. تم الترويج للحملة من قبل اتحاد العمل الأمريكي، ومؤتمر المنظمات الصناعية.
وقد صادق الاتحاد والدوري على الاتفاقية في 31 يناير 2022م، قبل أقل من يوم واحد من الموعد المتوقع لتوجه اللاعبات إلى الأندية للموسم التحضيري لعام 2022م، ومع استعداد اللاعبات للتوقف عن العمل في الأول من شهر فبراير. وقد نصت الاتفاقية على تحسينات في رواتب اللاعبات ومزاياهن، والمرافق، وإجازة الوالدين والصحة العقلية، والخطوات الأولية نحو الوكالة الحرة للاعبات المخضرمات. كما منعت الدوري من اللعب على أرضيات الملاعب التي تتطلب "تحويلًا كبيرًا" إلى أبعاد ملعب كرة القدم، مثل ملاعب البيسبول التي يستخدمها OL Reign وKansas City Current في عام 2022م، ومنح اللاعبات أيضًا ملكية حقوق ترخيص أسمائهن وصورهن. وعملت الجمعية مع نقابات اللاعبات في دوريات رياضية احترافية أخرى للمساعدة في صياغة اتفاقية العمل الجماعية، وخاصة رابطة لاعبات كرة السلة الوطنية للسيدات، كما عملت أيضًا على جعل اتفاقية العمل الجماعية في الدوري الوطني لكرة السلة للسيدات عامة.

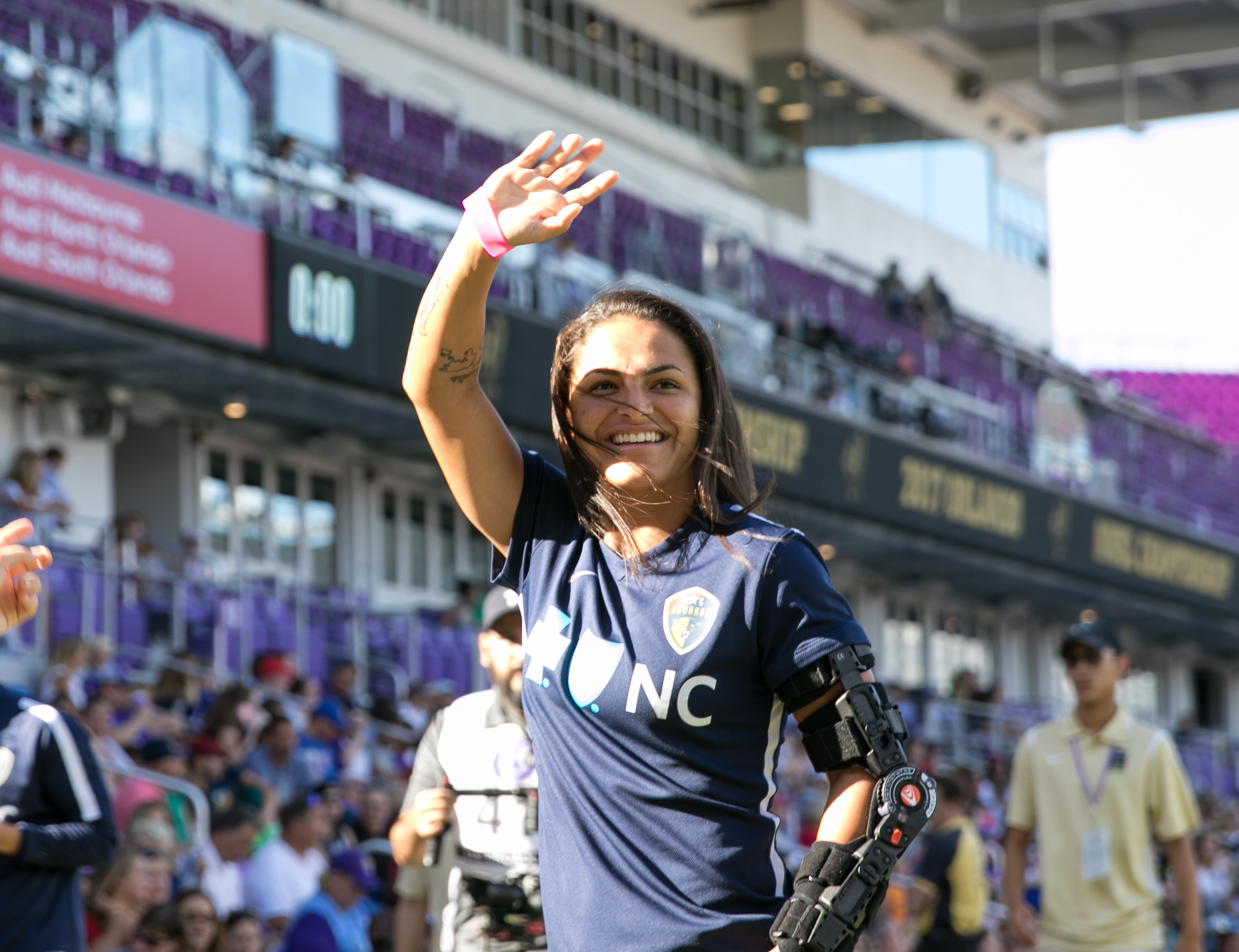
كانت ديبينا واحدة من 22 لاعبة في الدوري الوطني لكرة القدم للسيدات اللاتي تم الطعن على وكالتهم الحرة من قبل الدوري في عام 2023م. تم التفاوض على التحكيم في اتفاقية العمل الجماعية الخاصة بالدوري، وأكدت وكالة اللاعبة الحرة ووقعت مع نادي كانساس سيتي كورينت.

#### نزاع الوكالة الحرة لعام 2023
وقد وفرت اتفاقية العمل الجماعية الجديدة للاعبات الدوري الوطني لكرة القدم للسيدات، اللاتي لديهن عقود ثابتة تنتهي في 26 أغسطس 2022م، خيارًا للبدء في عملية التفاوض مع الأندية بوصفهن لاعبات أحرار أو ذوات وكالة حرة، وهو ما لم يكن متاحًا للاعبات الدوري الوطني لكرة القدم للسيدات منذ بداية الدوري. ومع ذلك، فسرت الرابطة هذا البند لاستبعاد اللاعبات اللاتي كانت عقودهن تحتوي على خيارات تمديد غير مطبقة، حتى لو لم يقرر النادي ما إذا كان سيمارس هذا الخيار أم لا. وكان من شأن تفسير الدوري، أن يؤدي إلى تأخير مفاوضات هؤلاء اللاعبات حتى منتصف نوفمبر، وهو الموعد النهائي للأندية لممارسة خياراتها. وقد أبدت رابطة لاعبات كرة القدم الوطنية في سلوفاكيا معارضتها للقرار نيابة عن 22 لاعبة متضررة كان من المتوقع أن تبدأ المفاوضات في أغسطس.
وقد اعترضت رابطة لاعبات كرة القدم النسائية الوطنية على تفسير الدوري من خلال محكم مستقل وفقًا لشروط اتفاقية العمل الجماعية، وفي 17 أكتوبر 2022م، حكم المحكم لصالح رابطة لاعبات كرة القدم النسائية الوطنية ومنح الوكالة الحرة لـ 22 من اللاعبات المتأثرات. وقد أشادت كل من: المديرة التنفيذية لـ NWSLPA ميغان بيرك، ومفوضة NWSL جيسيكا بيرمان، باستخدام عملية التحكيم الجديدة لحل النزاع. من بين الوكلاء الأحرار اللاتي تم الإعلان عنهن حديثًا، اللاعبة البرازلية ديبينا، التي كان توقيعها مع كانساس سيتي كارنت من بين الصفقات الأكثر شهرة في فترة الوكالة الحرة الأولى في الدوري.